# Sukiennice
Sukiennice – handlowy budynek, w którym znajdowały się kramy (lub składy) najczęściej z suknem (stąd nazwa). Zazwyczaj umieszczano je na środku rynku w europejskich miastach, które leżały na szlakach handlowych. Często budowano je tuż obok lub w ramach budynku ratusza. Wznoszono je od średniowiecza do XVII wieku, do XVIII na Białorusi. Również później budowano obiekty wzorowane na sukiennicach, między innymi w Przystajni (około 1914 roku) i Radymnie (około 1918 roku).

## Sukiennice w Polsce
- w Będzinie – budynek zwany sukiennicami
- w Brzegu – nie istnieją
- w Głogowie – część nadziemna zniszczona podczas II WŚ, część podziemna odkryta w 2010 r., otwarta dla zwiedzających od 6 grudnia 2013 r.
- Sukiennice w Krakowie
- w Lubaniu
- w Międzylesiu – częściowo zburzony budynek. Druga część obecnie służy jako hotel i restauracja.
- w Mławie – nie istnieją
- w Nysie – nie istnieją
- w Oleśnicy
- Sukiennice w Poznaniu, prawdopodobnie ich budowniczym był Giovanni Battista di Quadro – nie istnieją, na ich miejscu stoi Wielkopolskie Muzeum Wojskowe.
- w Przystajni
- w Raciborzu
- w Radymnie
- w Sejnach – nie istnieją
- w Świdnicy – nie istnieją
- w Toruniu – w 1393 r. włączone w obręb ratusza.
- w Wieliczce
- Sukiennice we Wrocławiu – rozebrane w latach 1820–1821, obecnie w ich miejscu znajduje się Nowy Ratusz i ul. Sukiennice.
- Sukiennice w Szczecinie – rozebrane w 1563 r.
- Ratusz z sukiennicami w Żelechowie

## Sukiennice w Europie

### Belgia

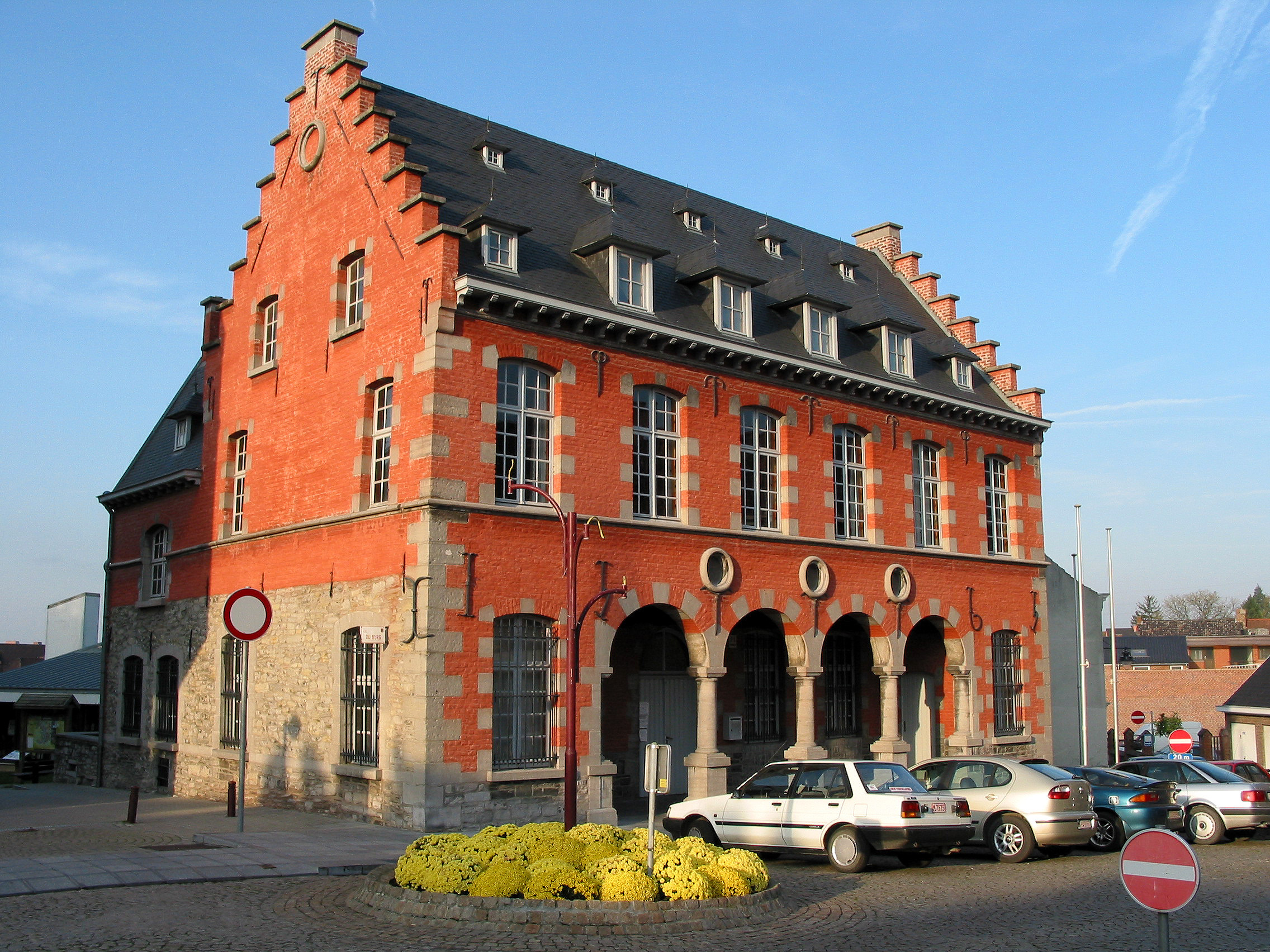
Antoing
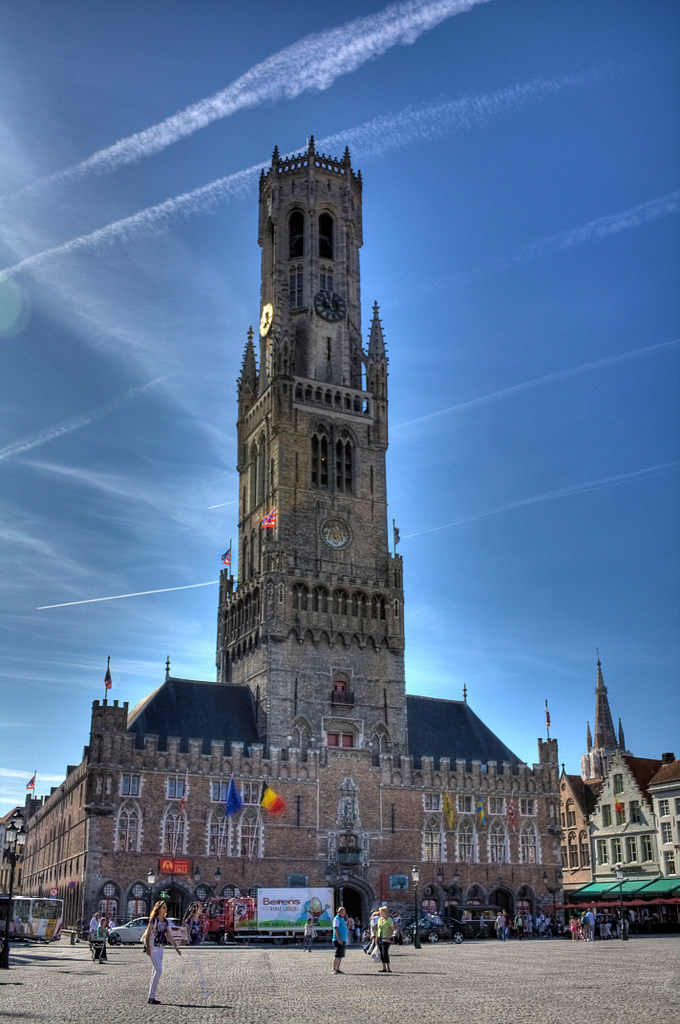
Brugia
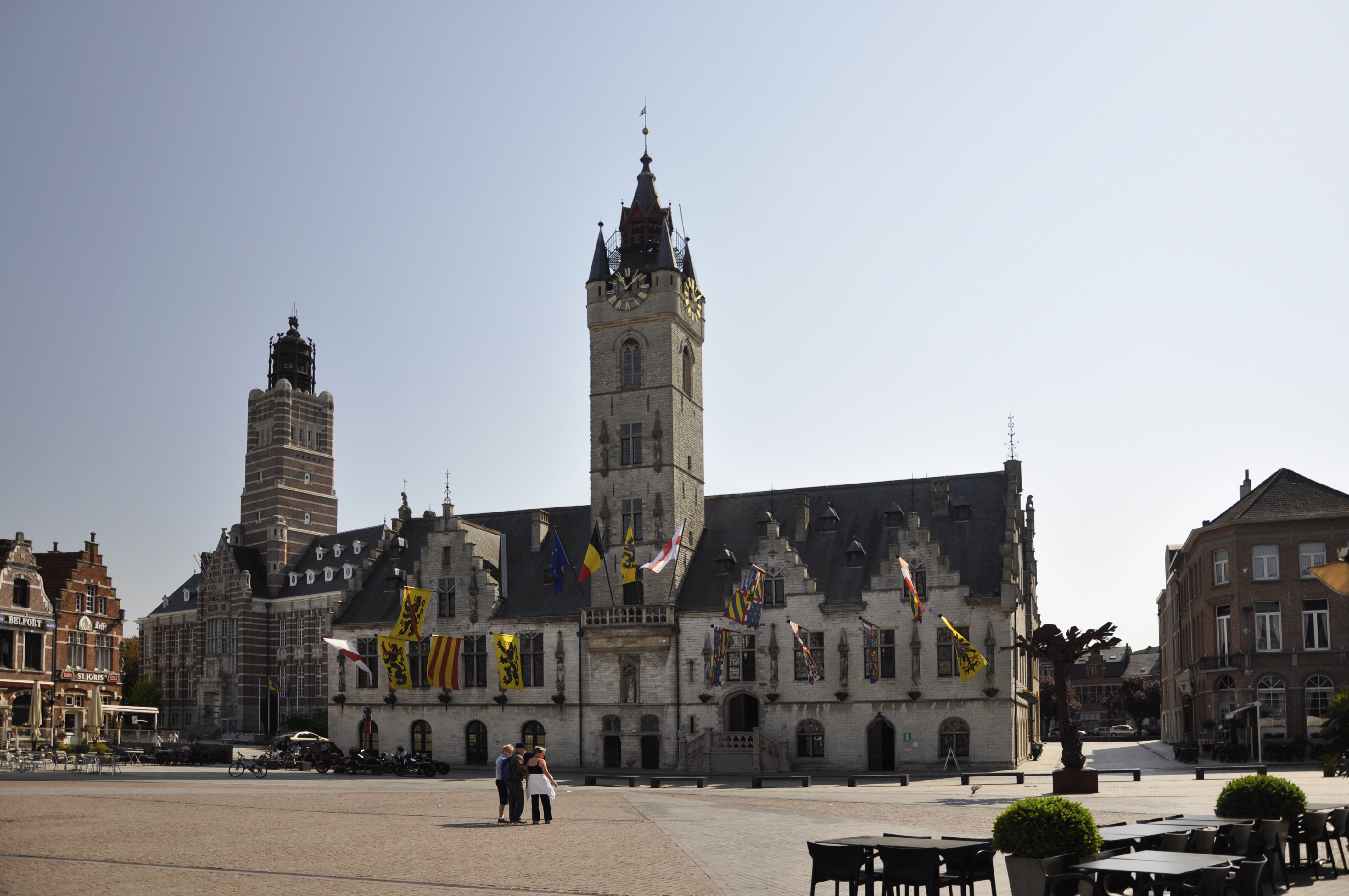
Dendermonde
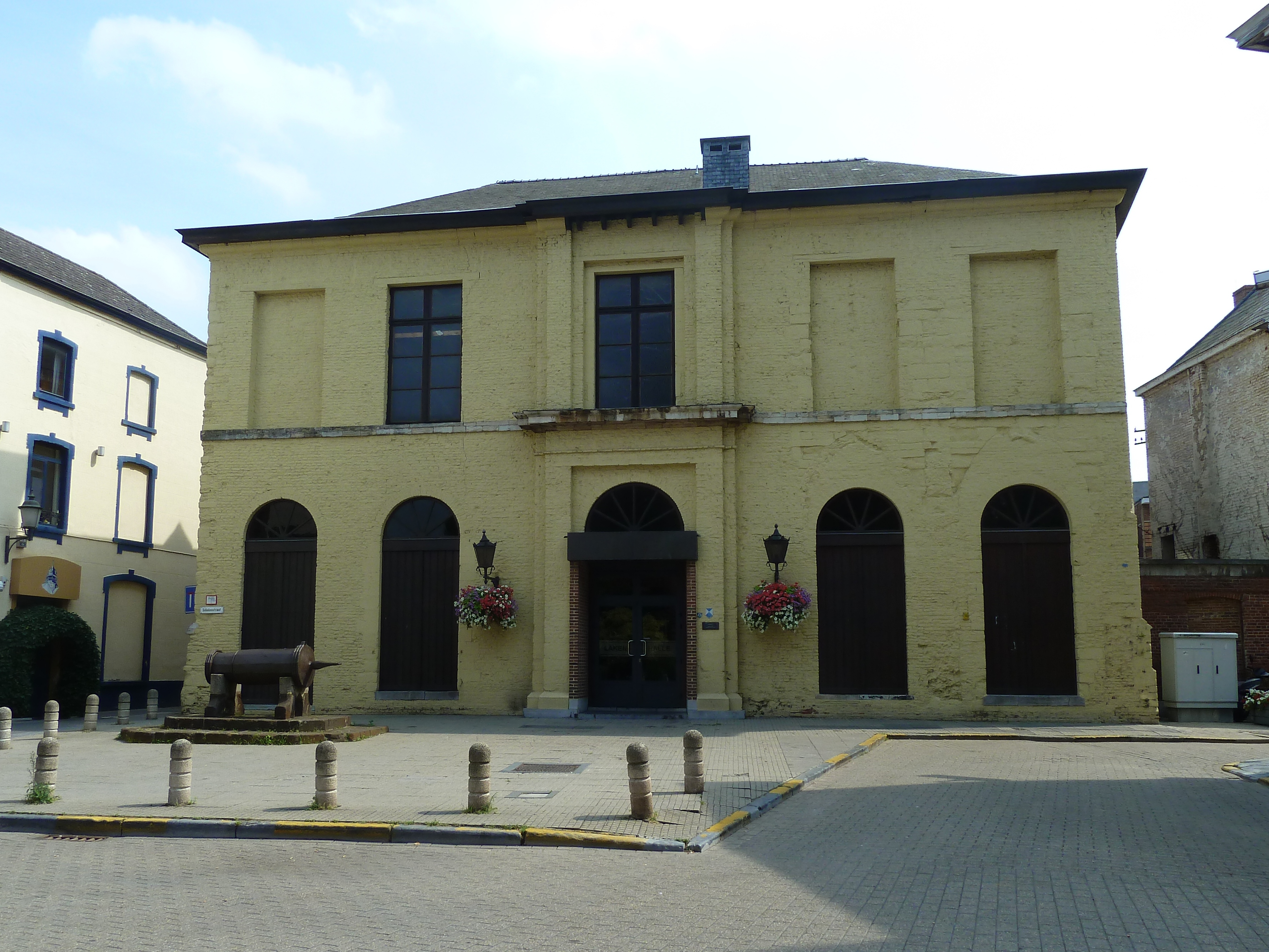
Diest
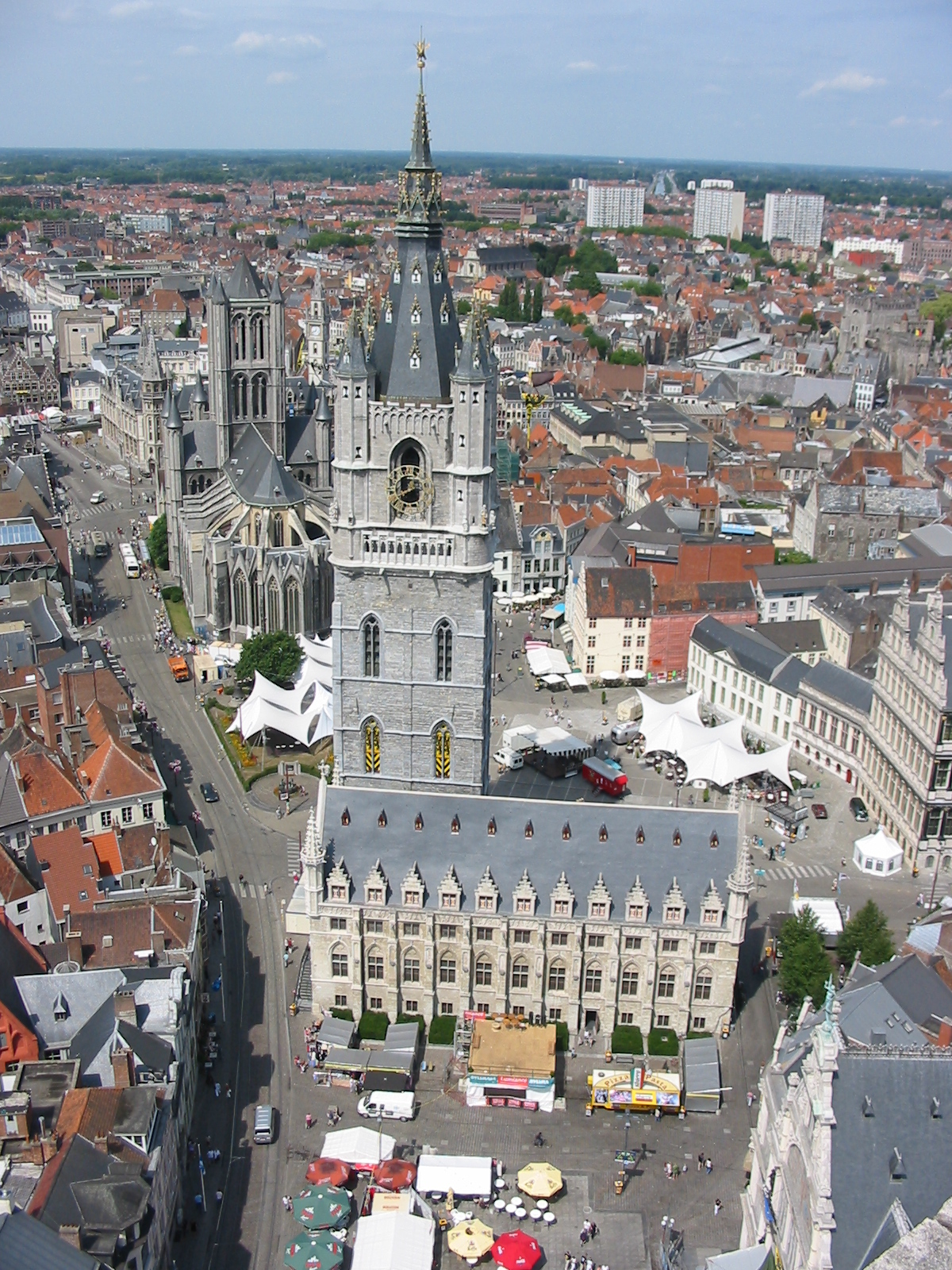
Gandawa
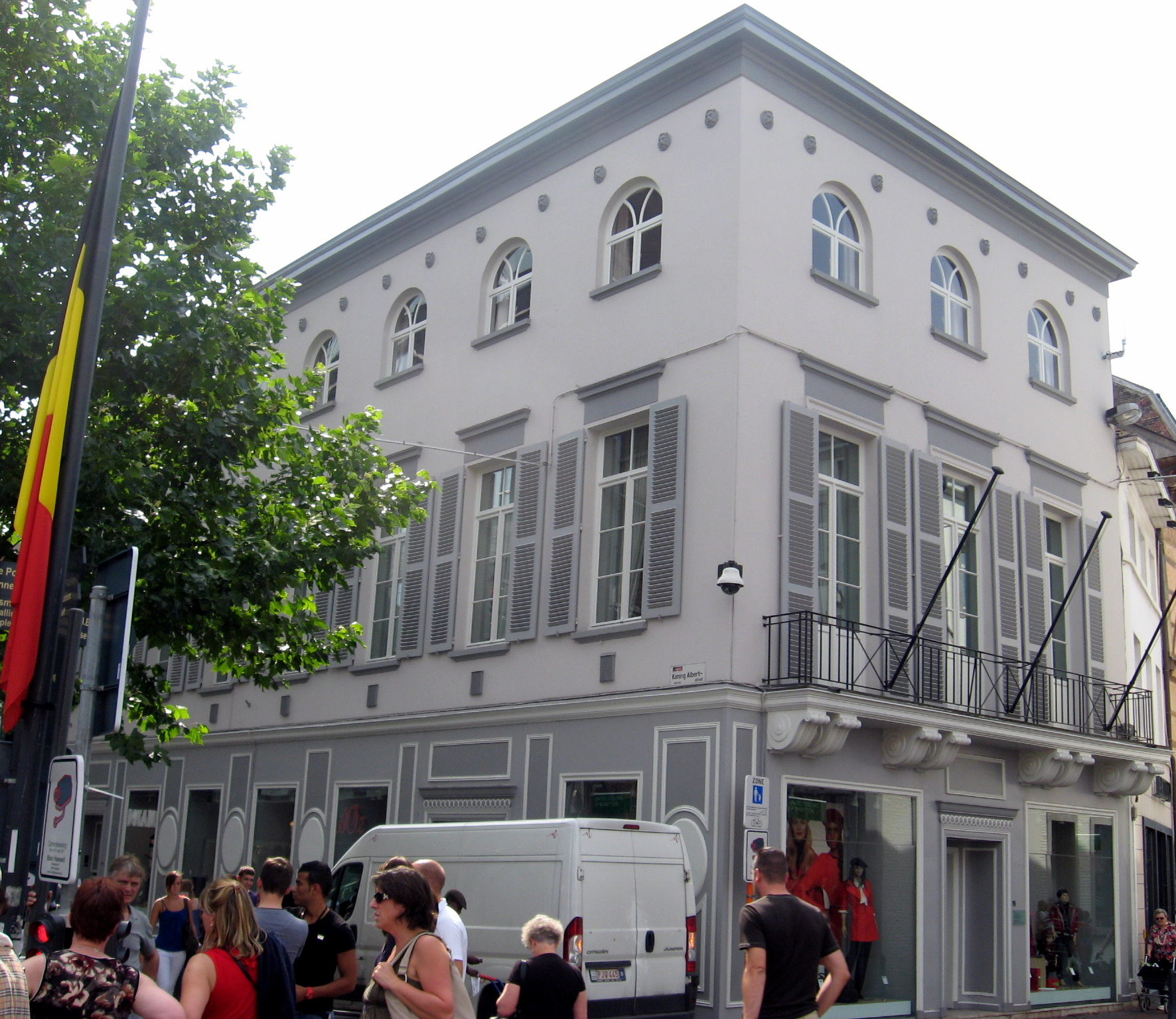
Hasselt
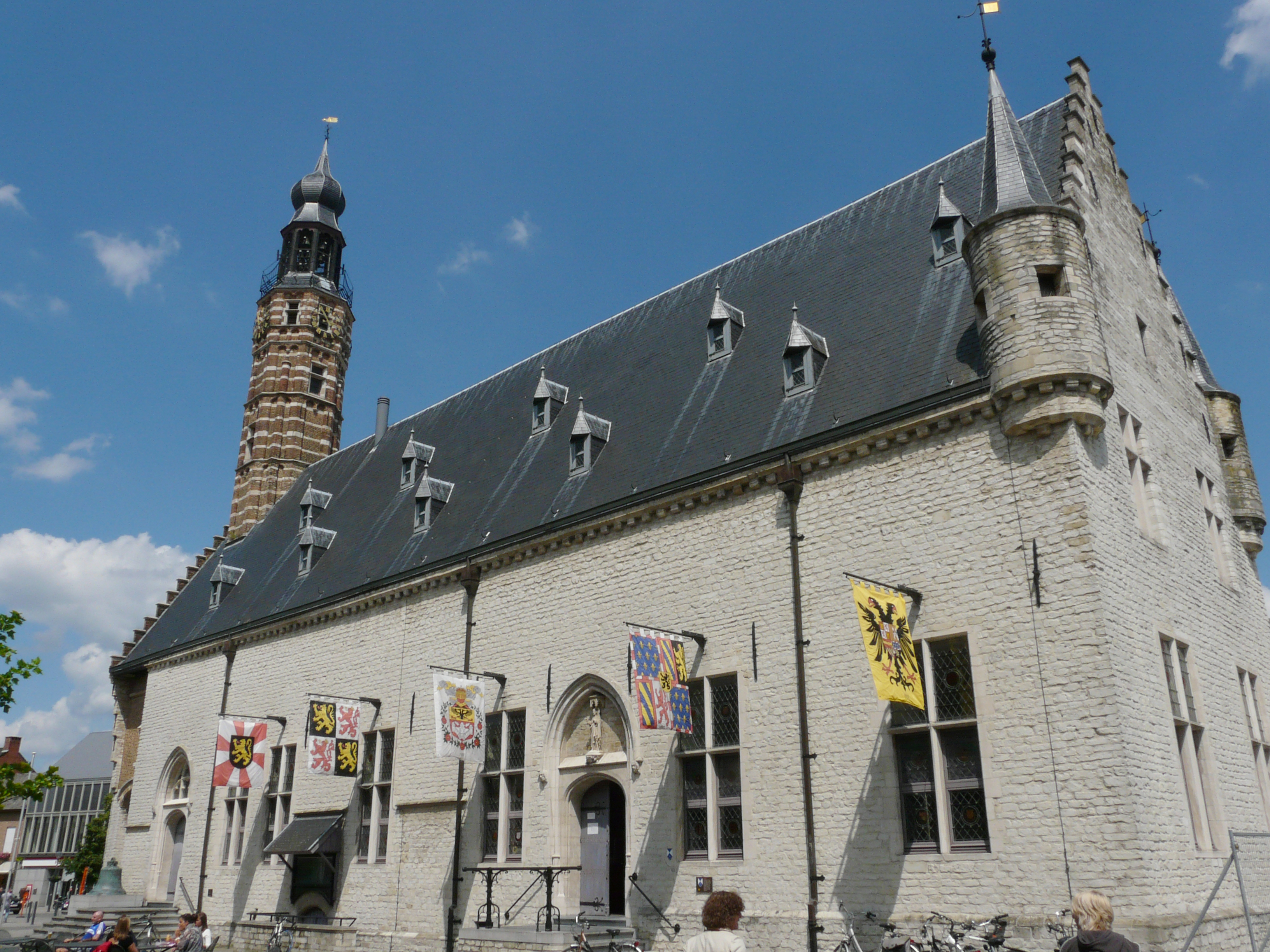
Herentals
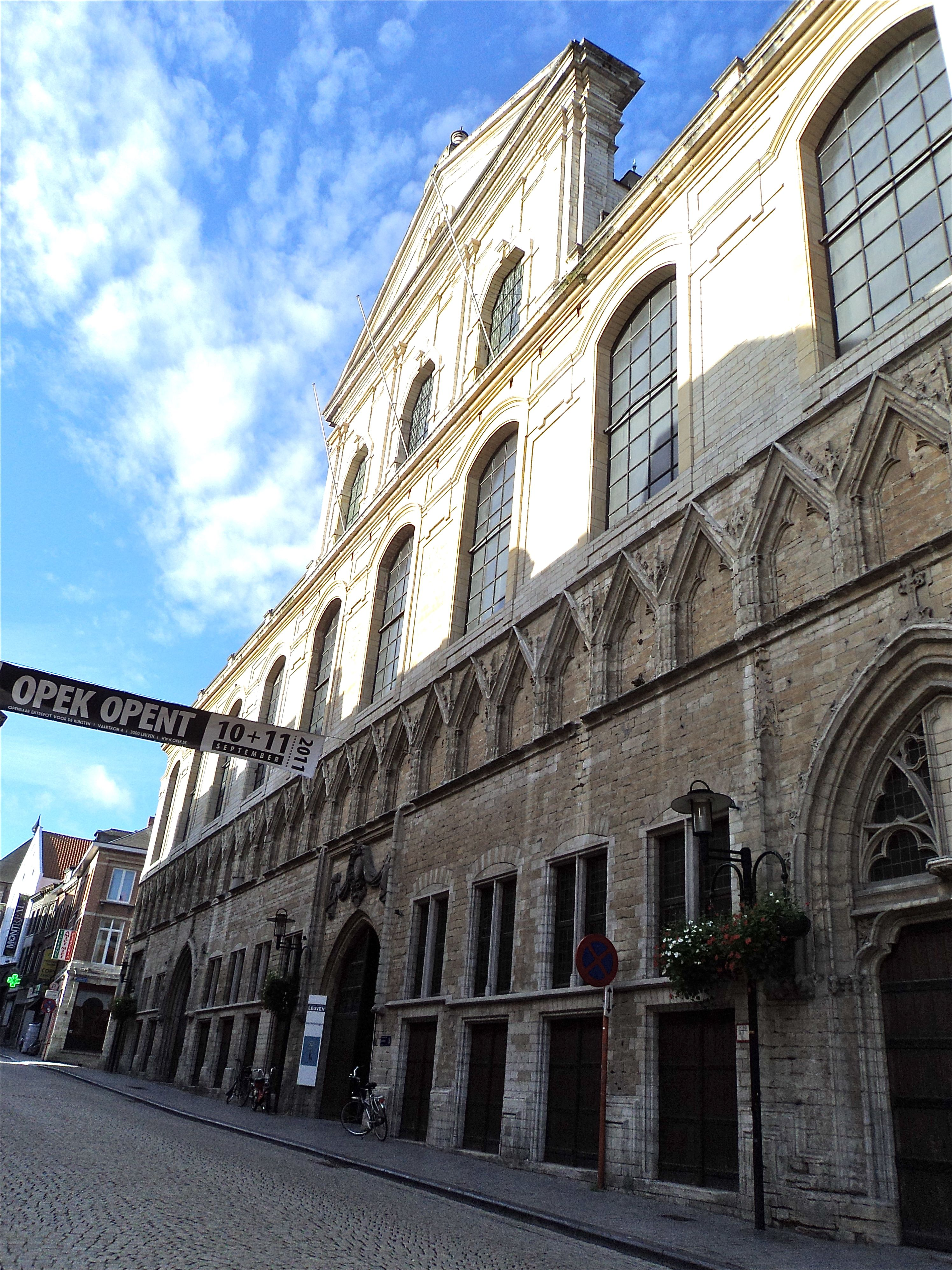
Leuven
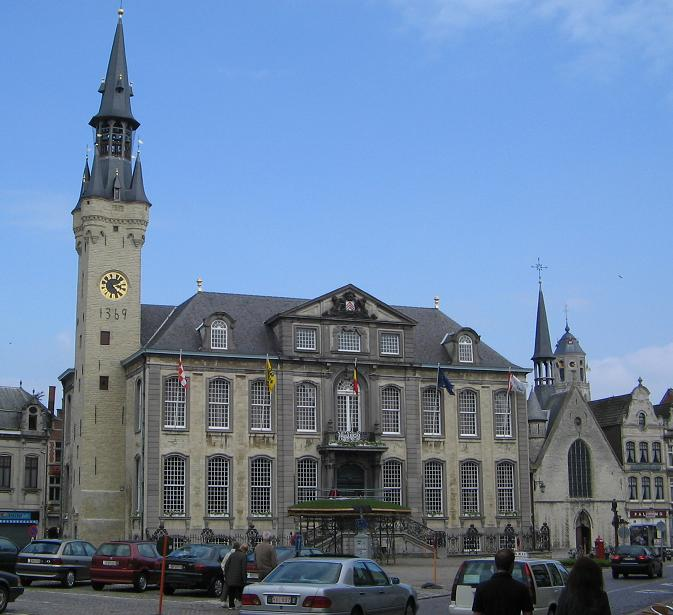
Lier
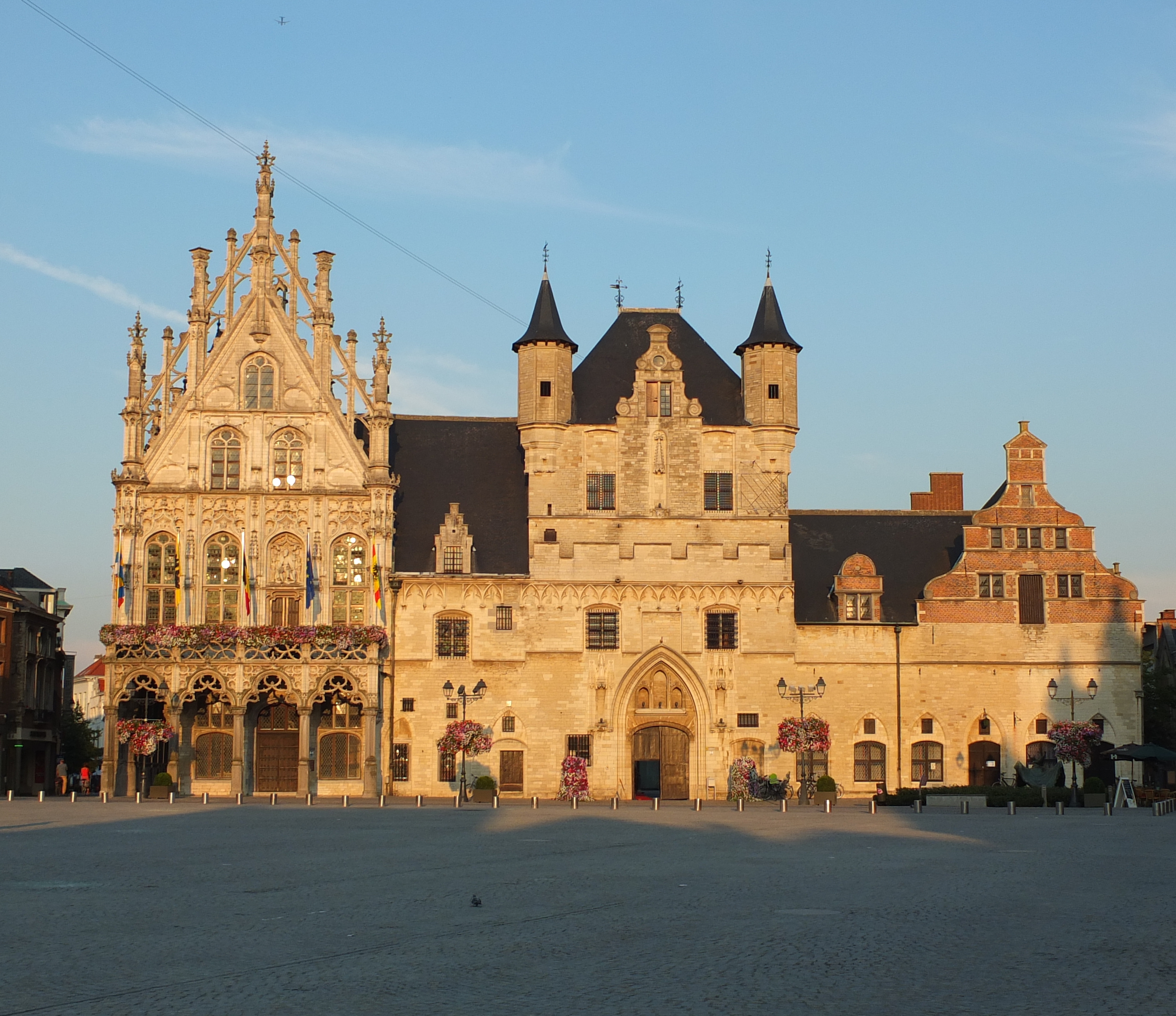
Mechelen
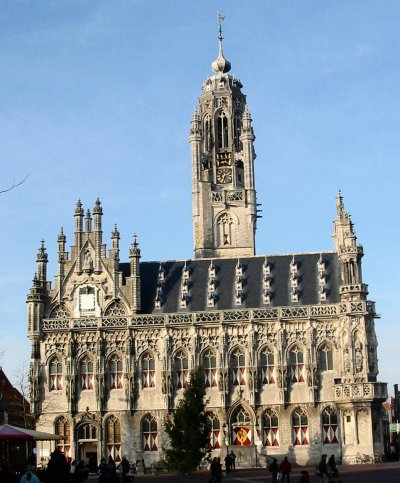
Middelburg
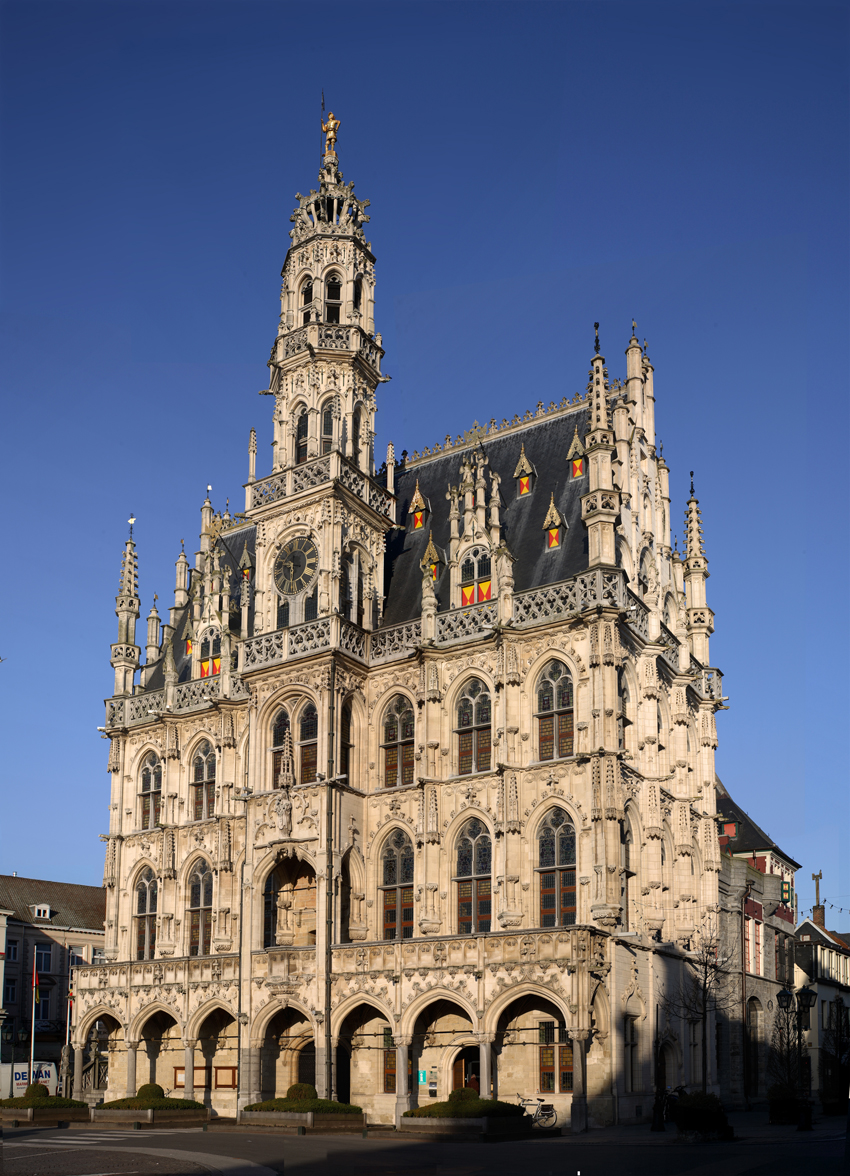
Oudenaarde
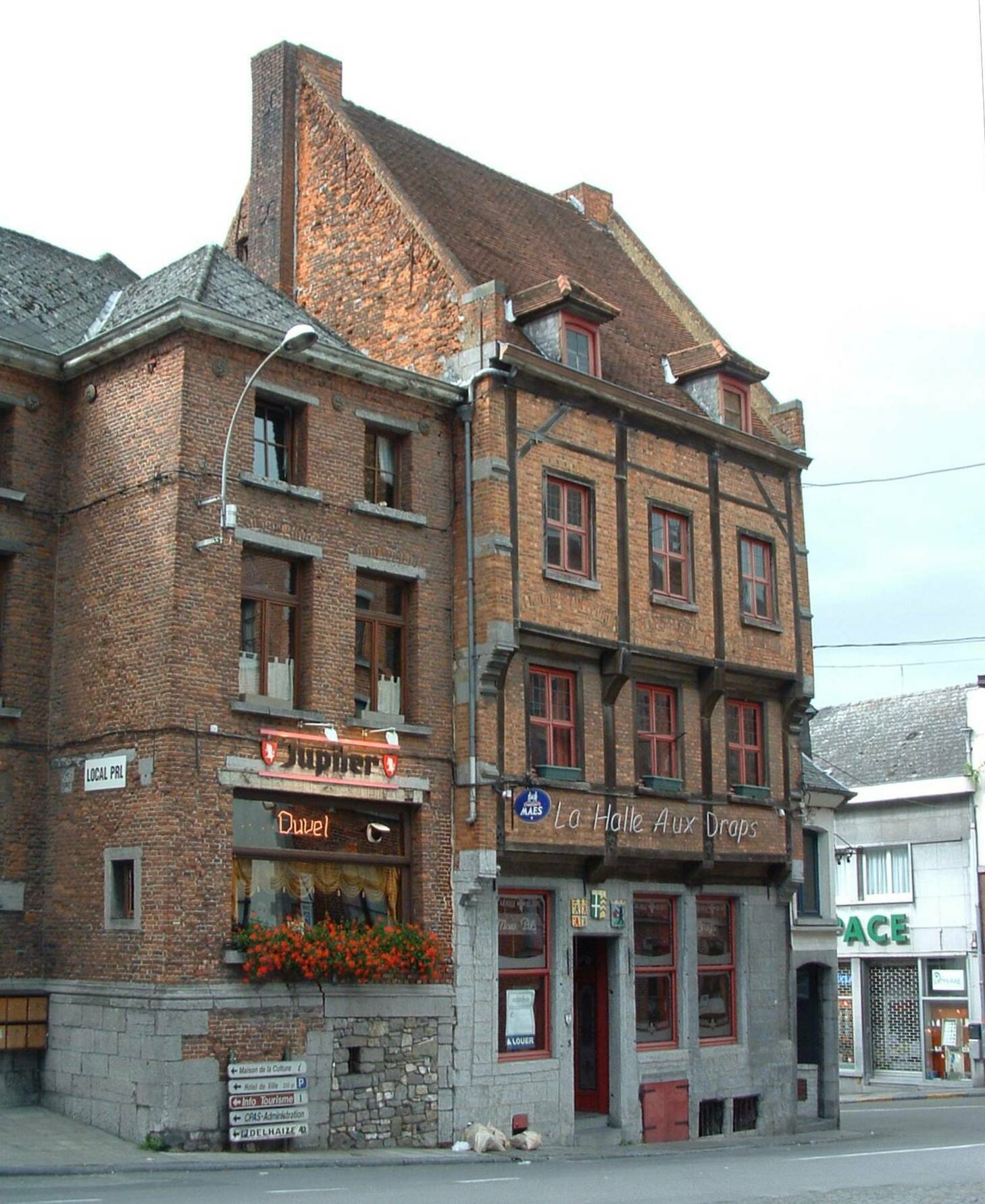
Soignies
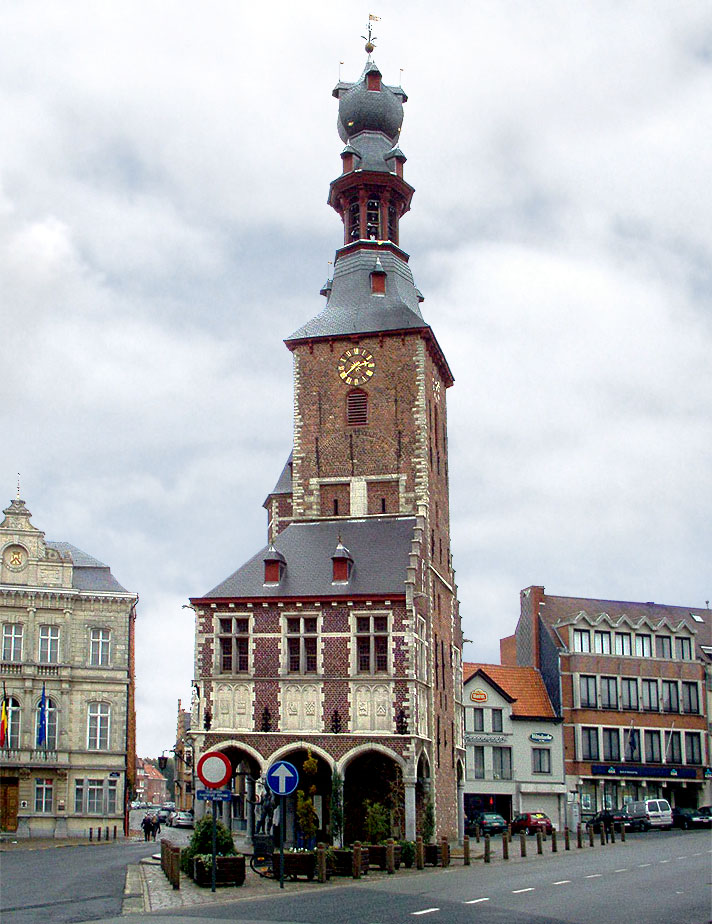
Tielt
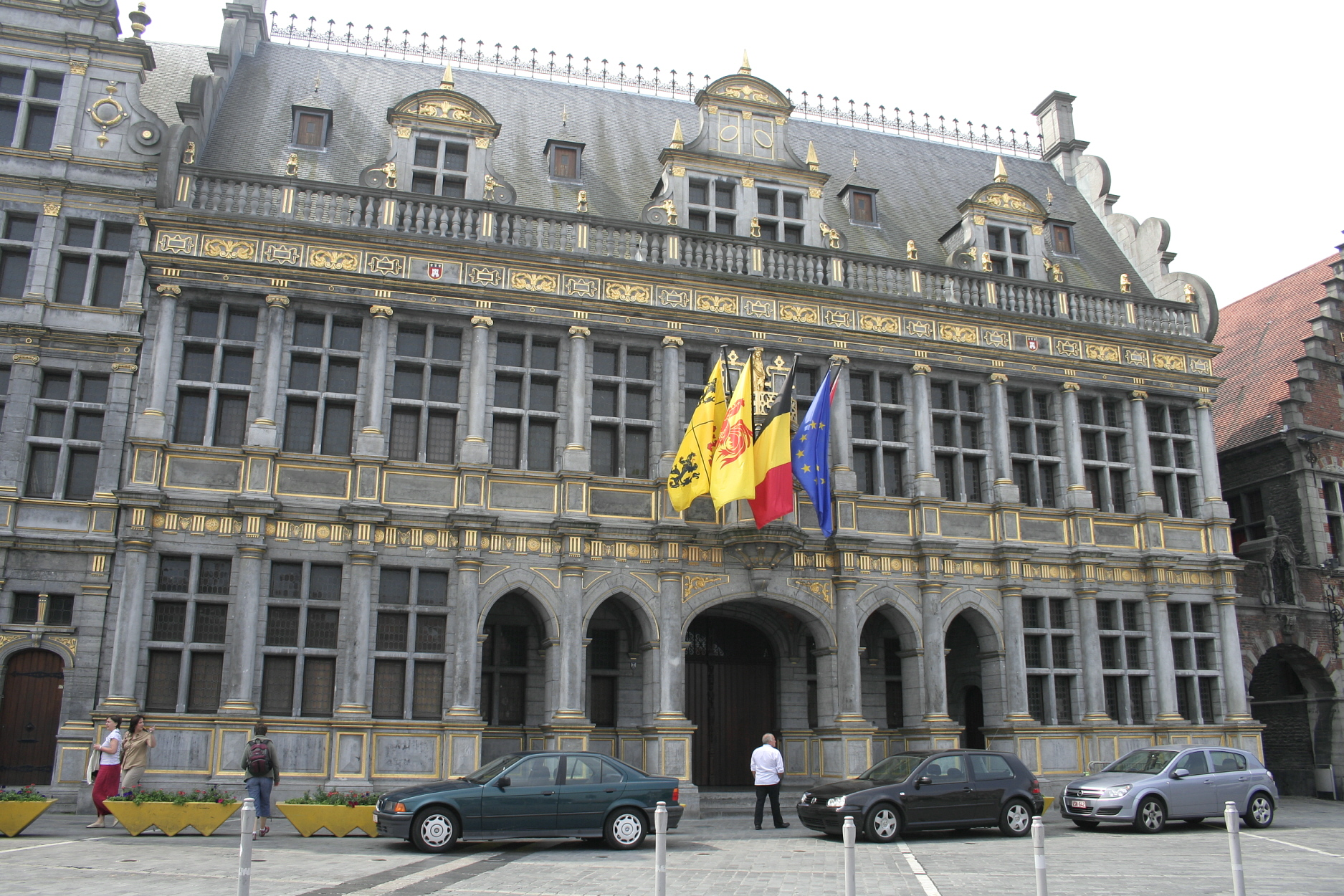
Tournai
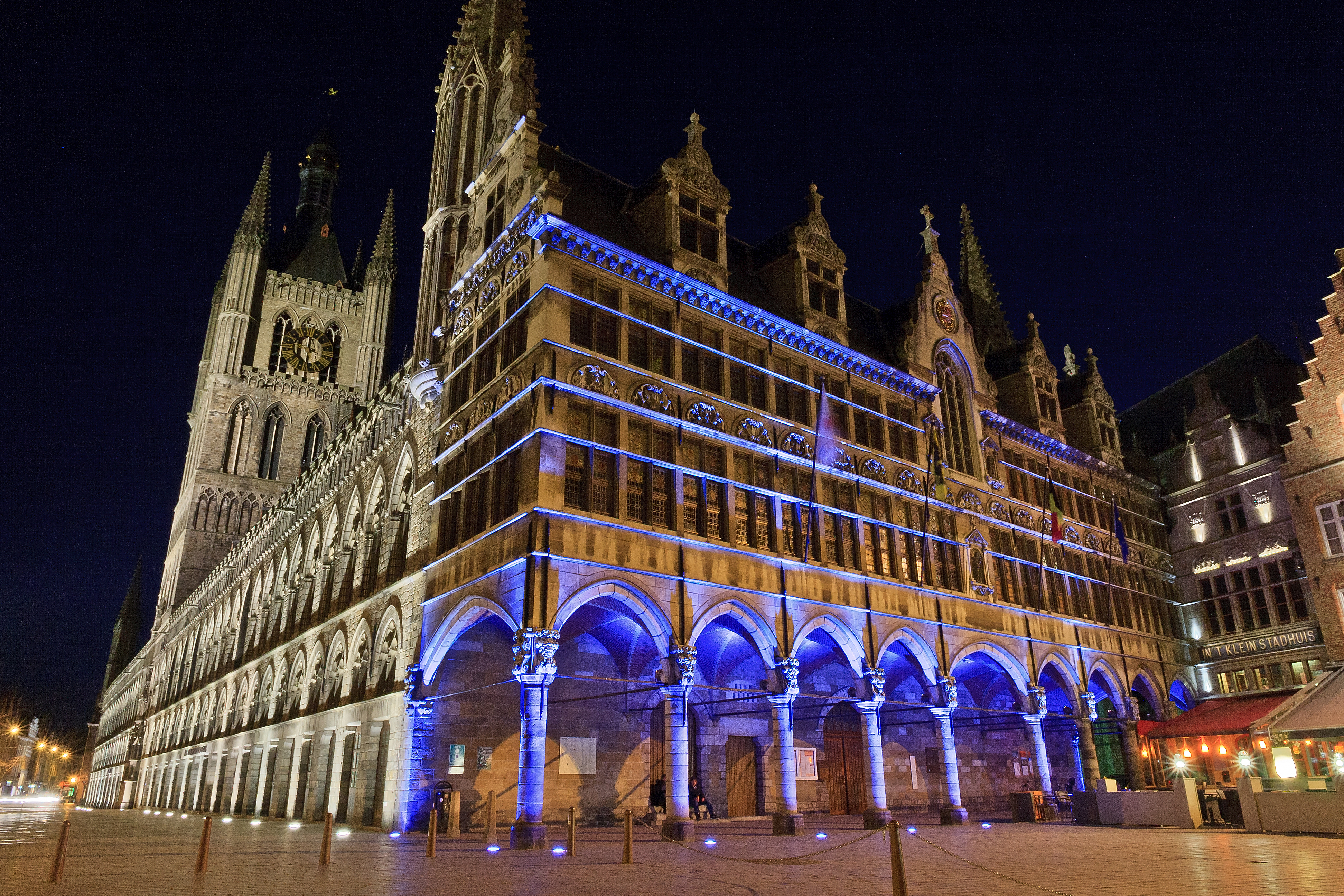
Ieper
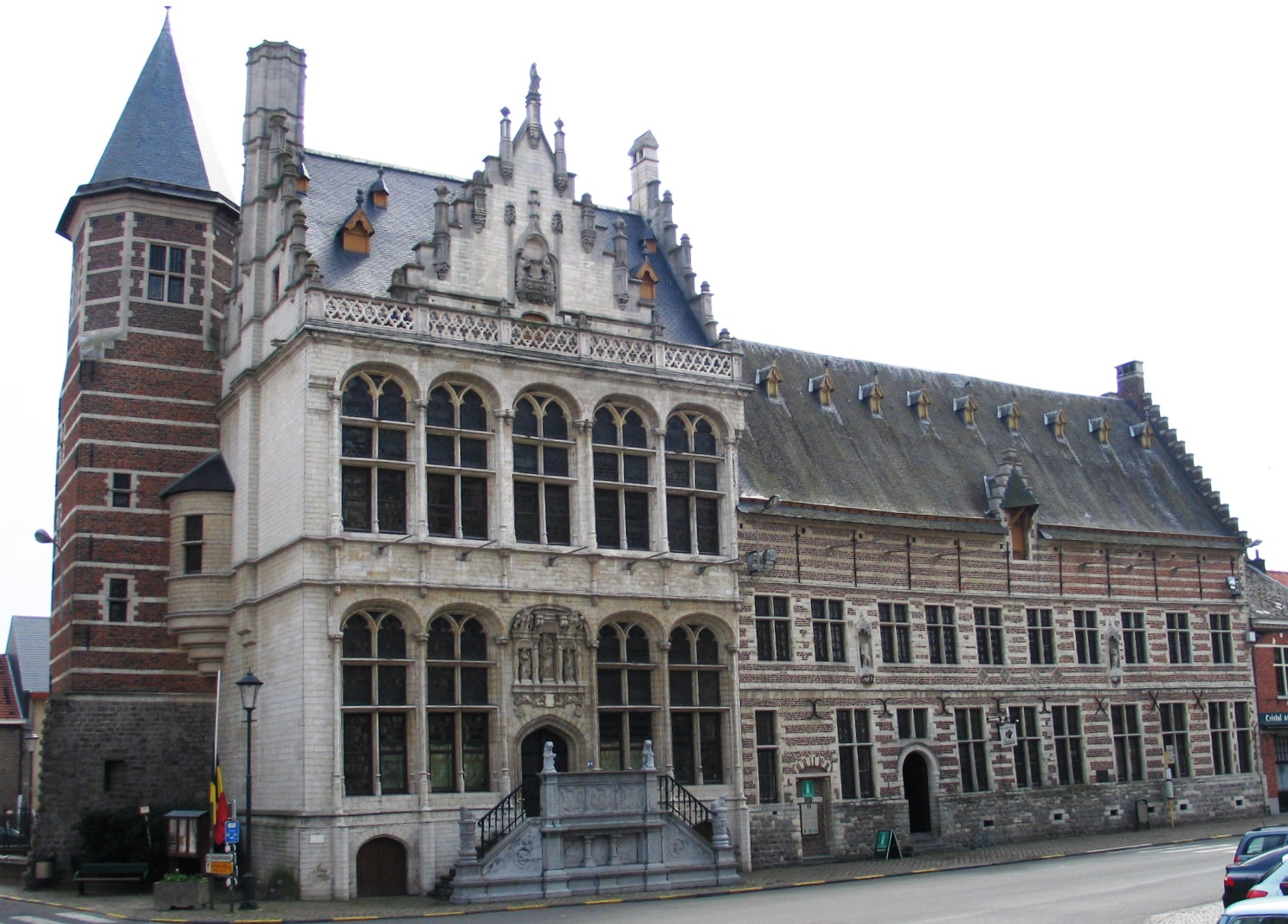
Zoutleeuw

- w Brugii
- w Dendermonde
- w Diest
- w Eeklo
- w Gandawie
- w Hasselt
- w Herentals
- w Leuven
- w Lier
- w Mechelen
- w Middelburg
- w Oudenaarde
- w Soignies
- w Tielt
- w Tournai
- Sukiennice w Ieper
- w Zoutleeuw

### Białoruś

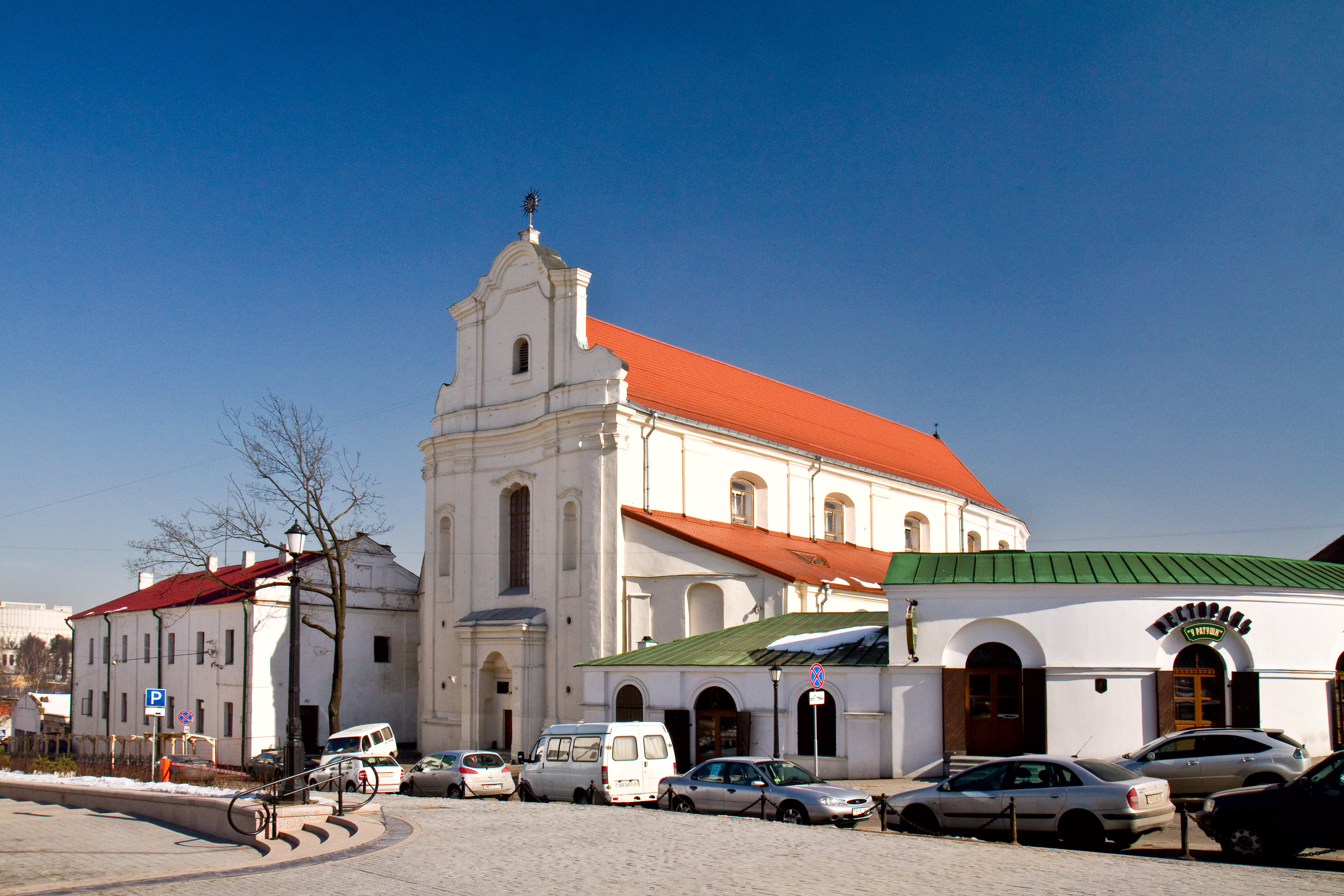
Mińsk
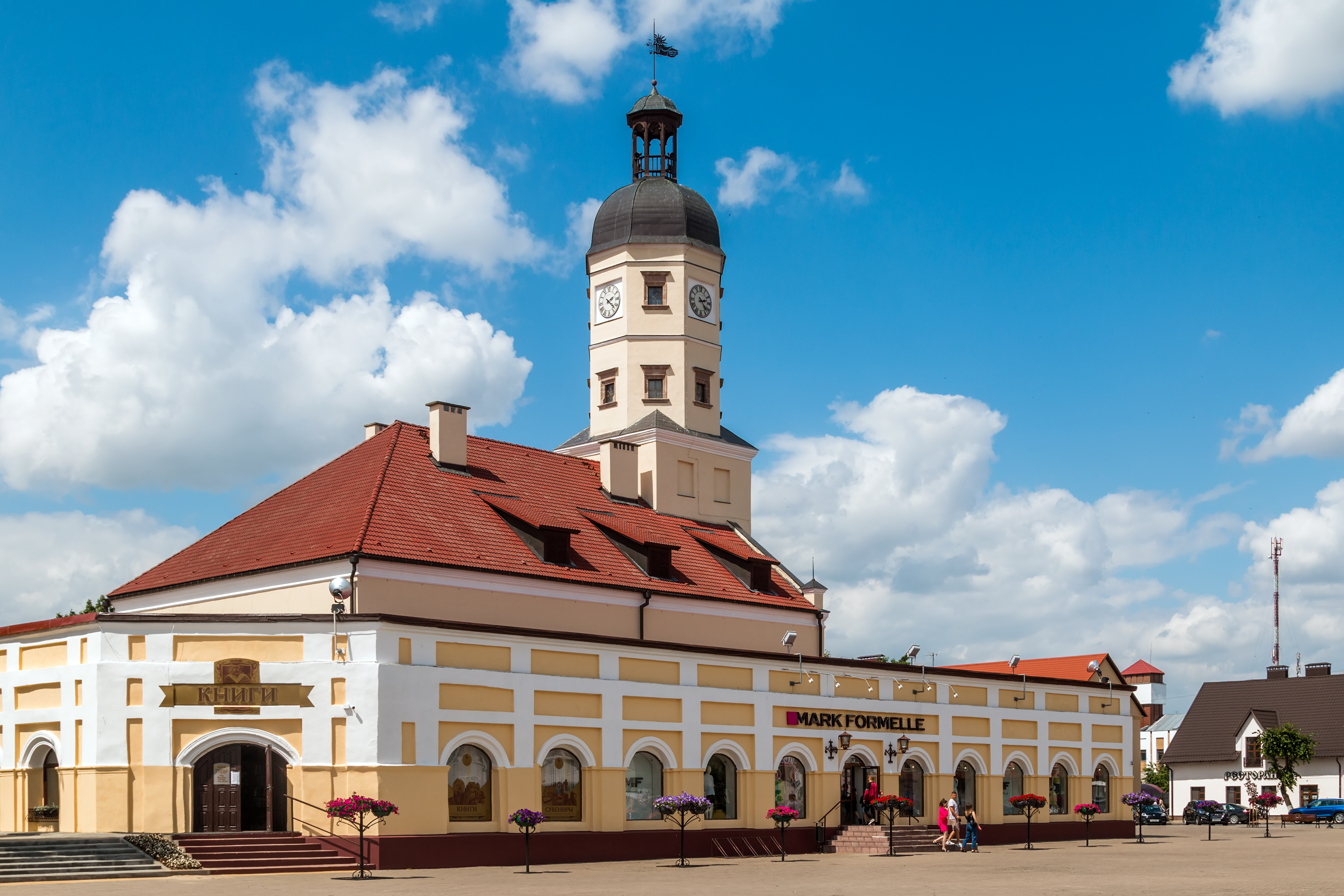
Nieśwież
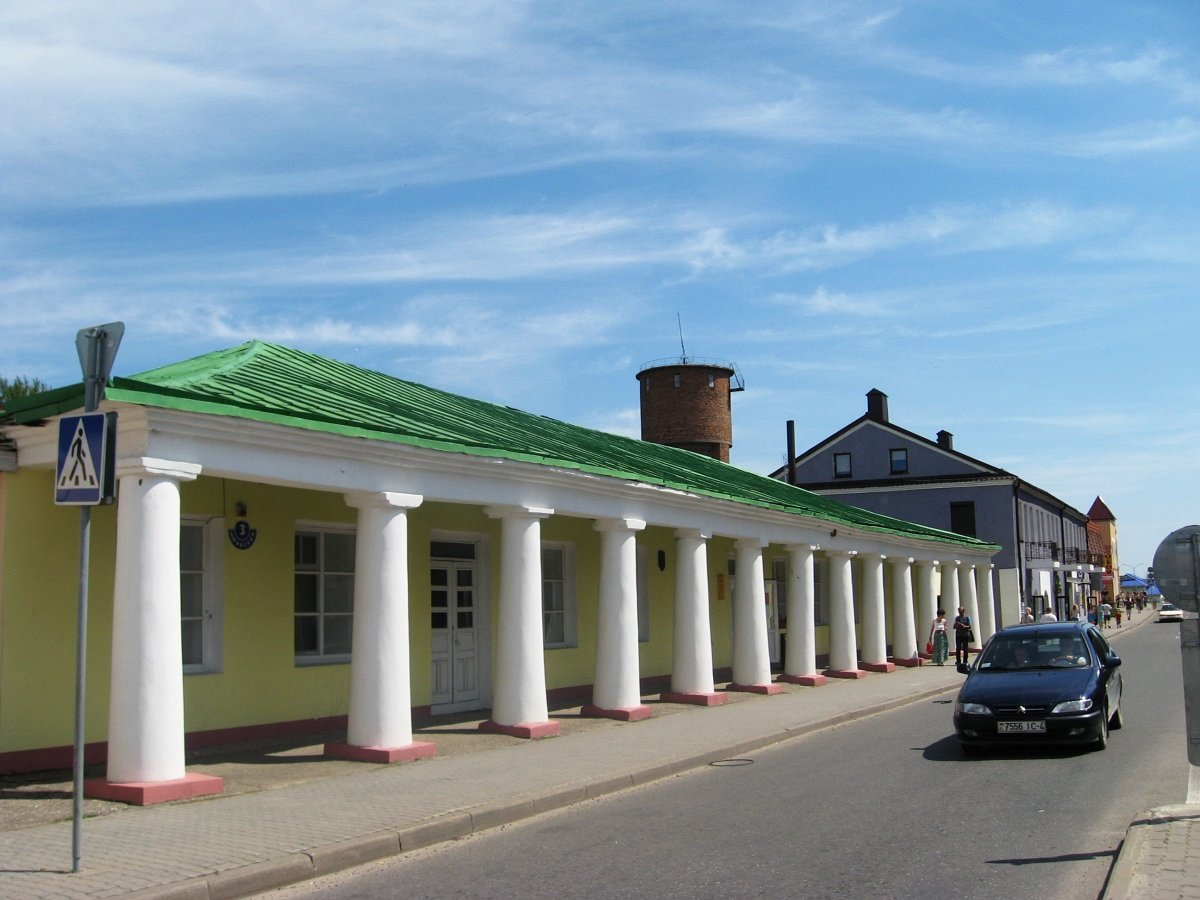
Nowogródek
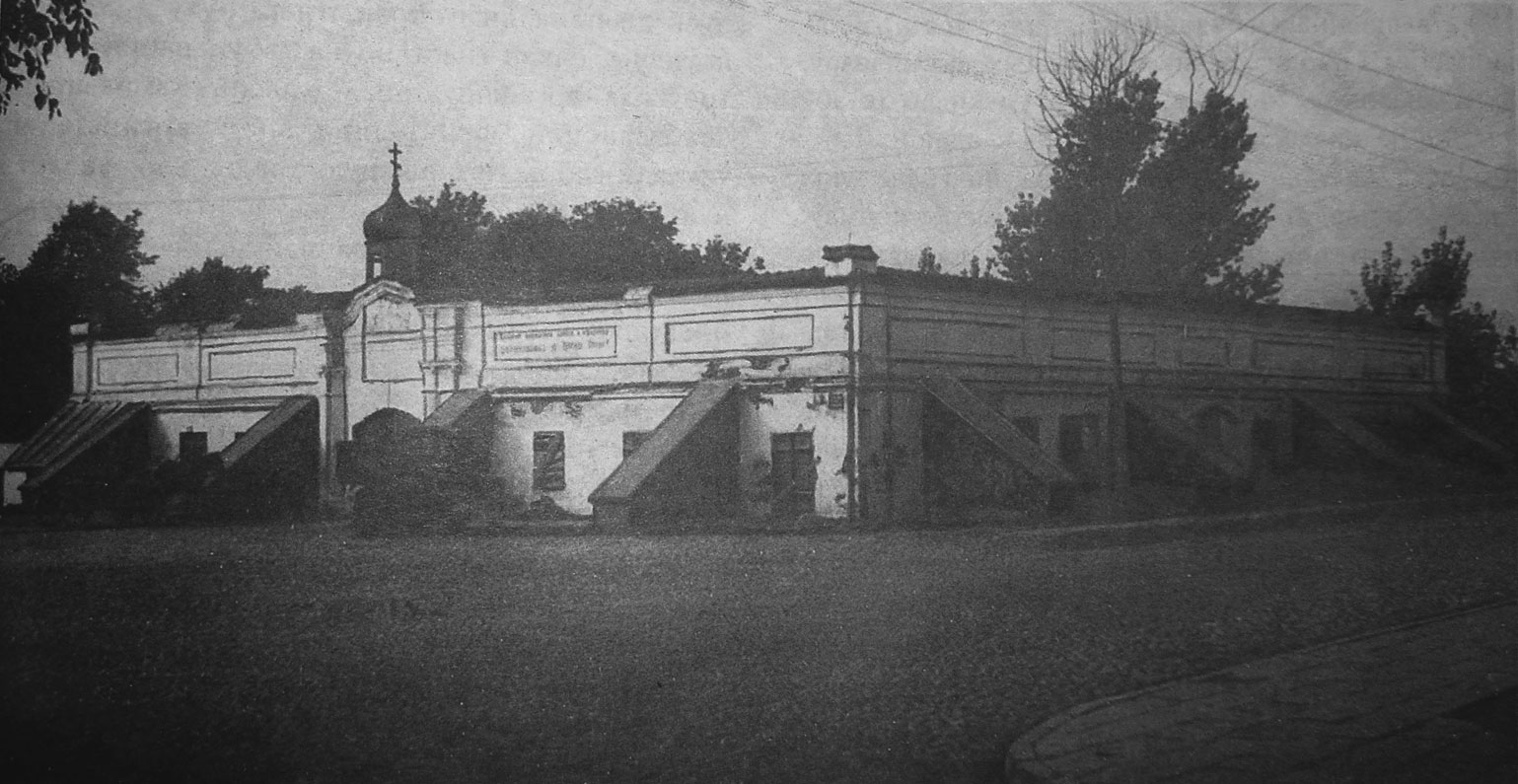
Postawy
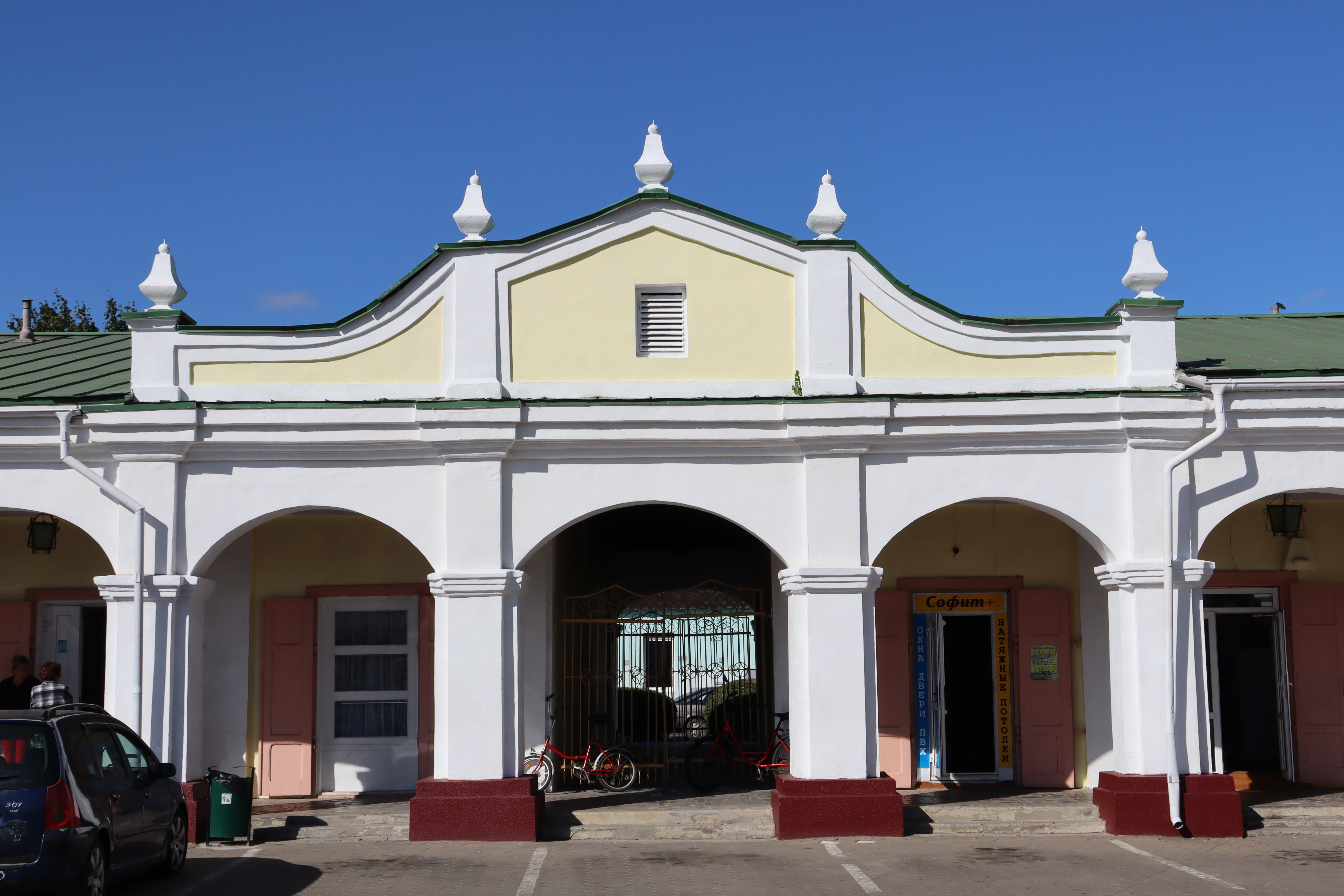
Prużana

- w Prużanie
- w Mińsku
- w Nieświeżu
- w Nowogródku
- w Postawach (zburzone w 1940 roku)

### Bośnia i Hercegowina
- w Sarajewie – „Dugi Bezistan”

### Holandia

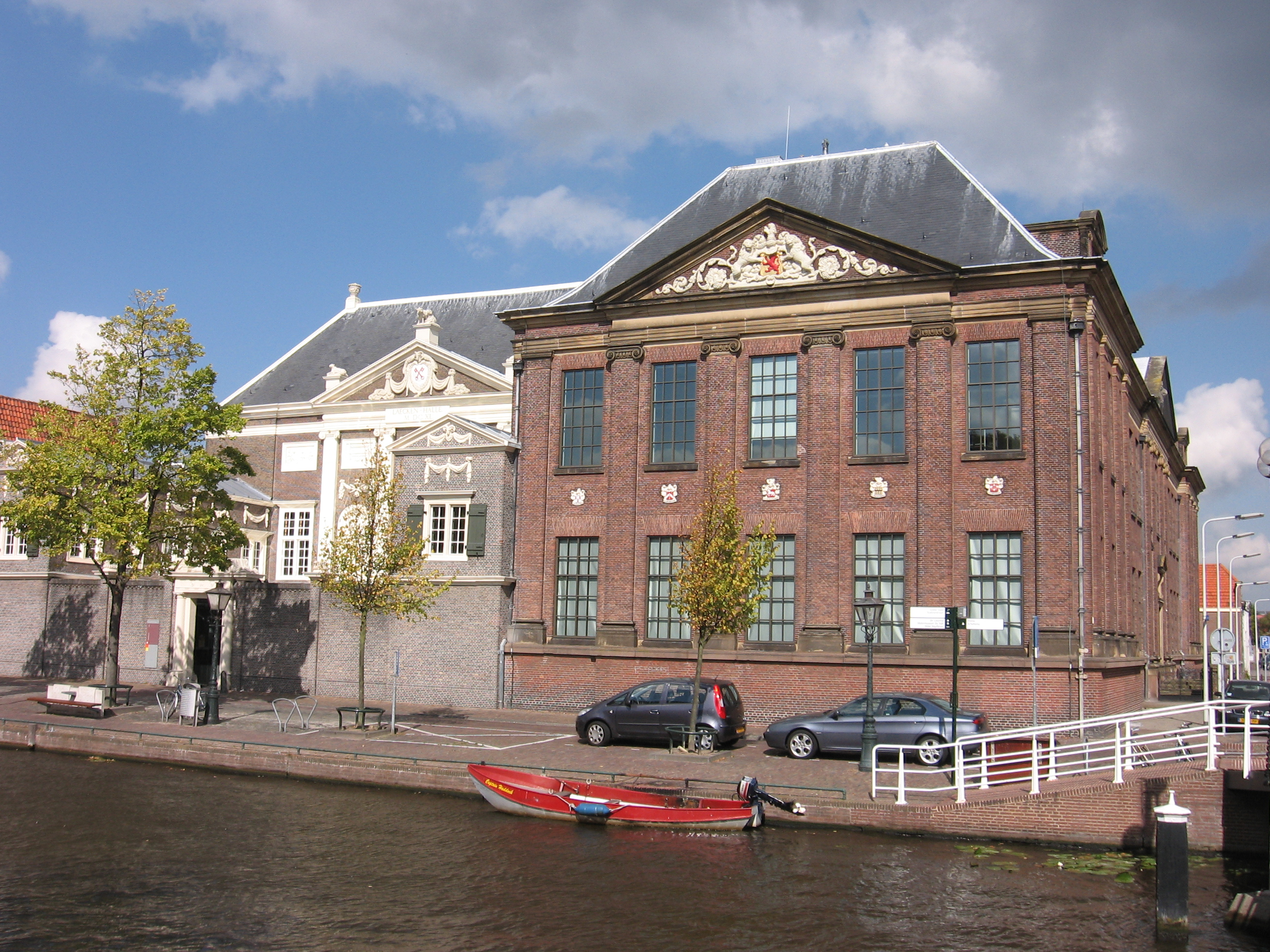
Lejda

- w Lejdzie

### Irlandia

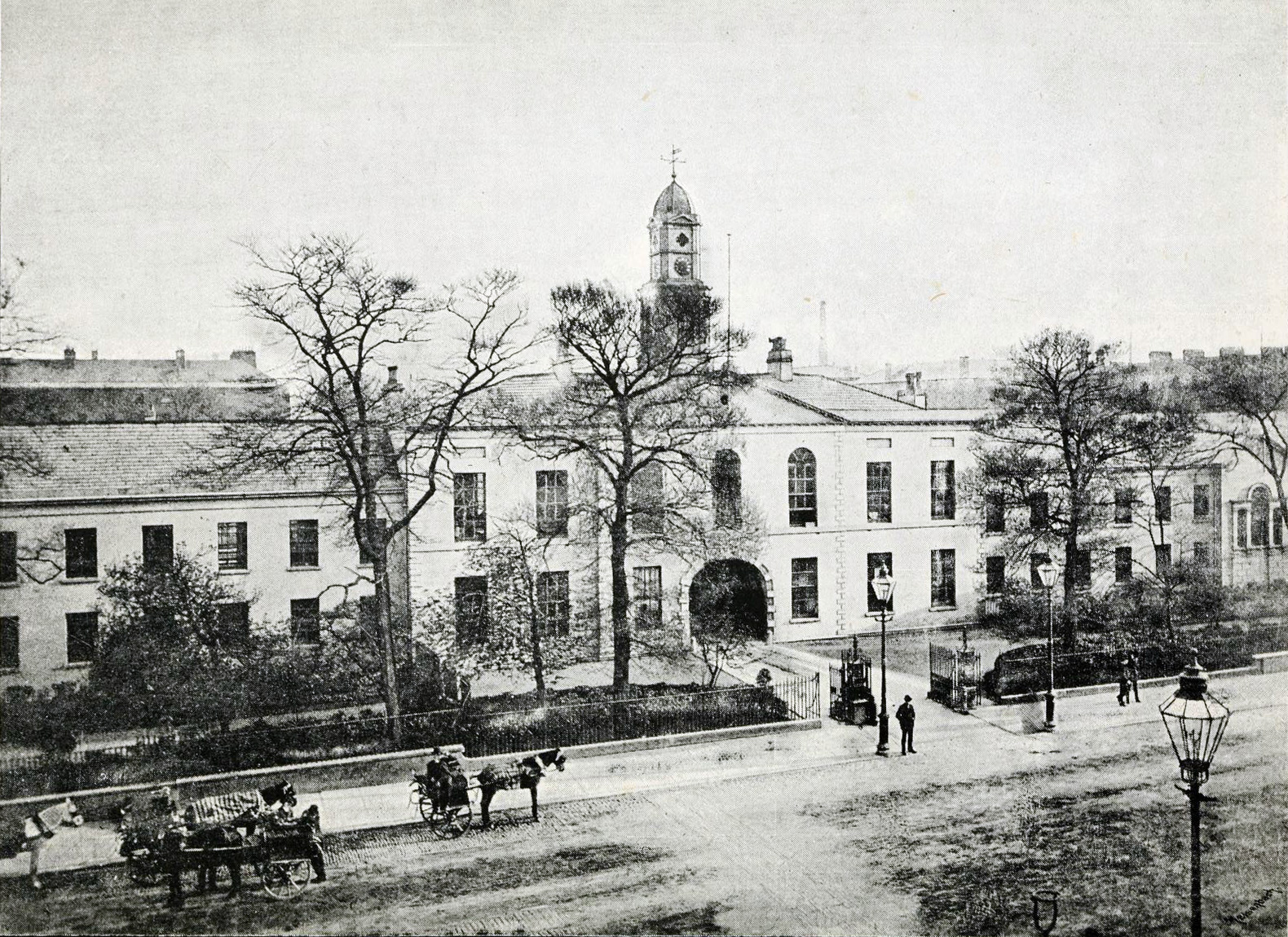
Belfast
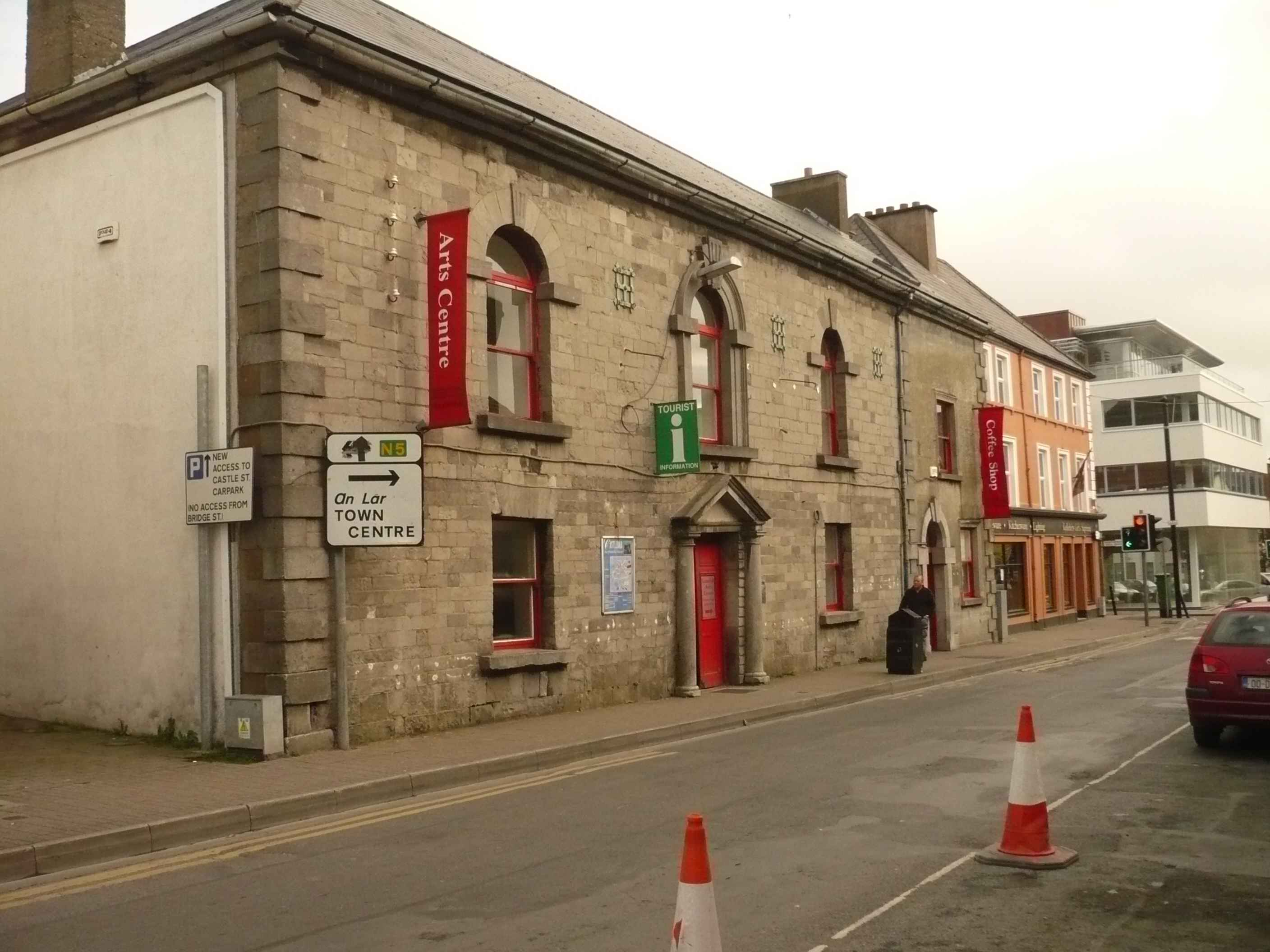
Castlebar

- w Belfaście
- w Castlebar
- w Clonakilty

### Niemcy
- w Brunszwiku
- w Budziszynie
- w Dreźnie – zniszczone 16 listopada 1944 roku
- w Düren
- w Erding
- w Lipsku – siedziba orkiestry Gewandhaus
- w Zeitz
- w Zwickau

### Ukraina

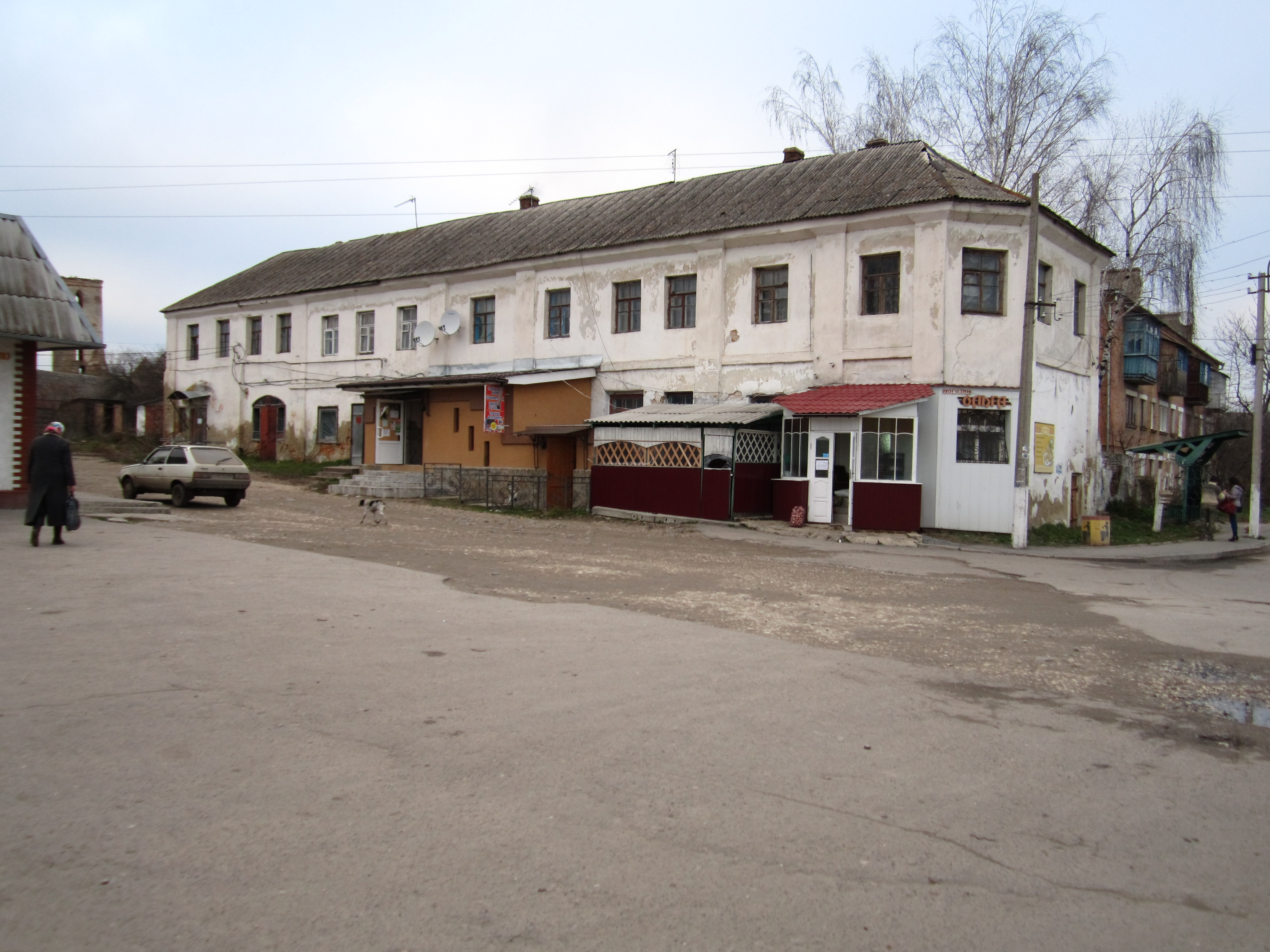
Zasław

- w Zasławiu

### Wielka Brytania

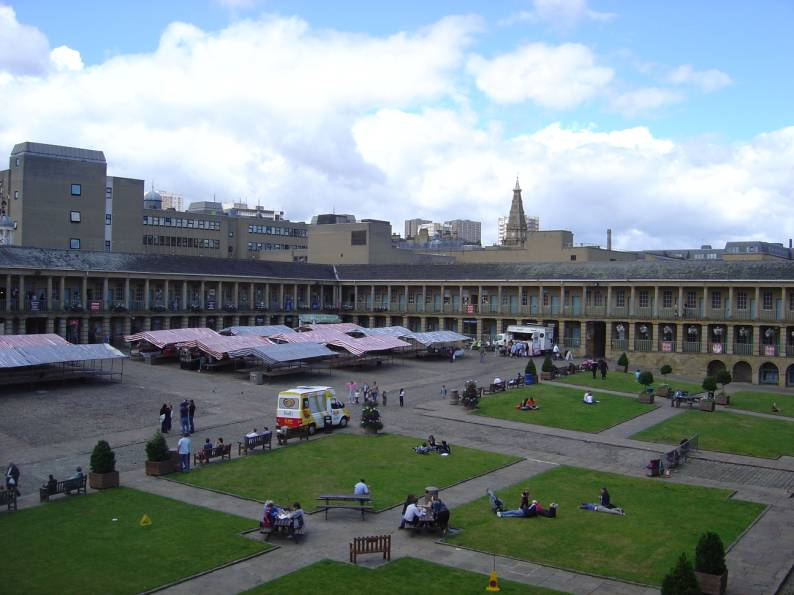
Halifax
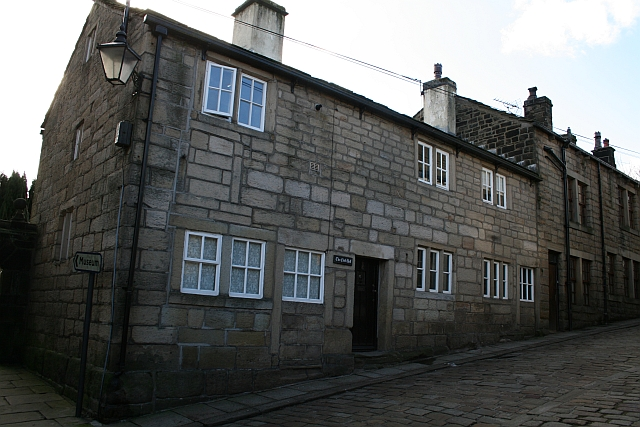
Heptonstall
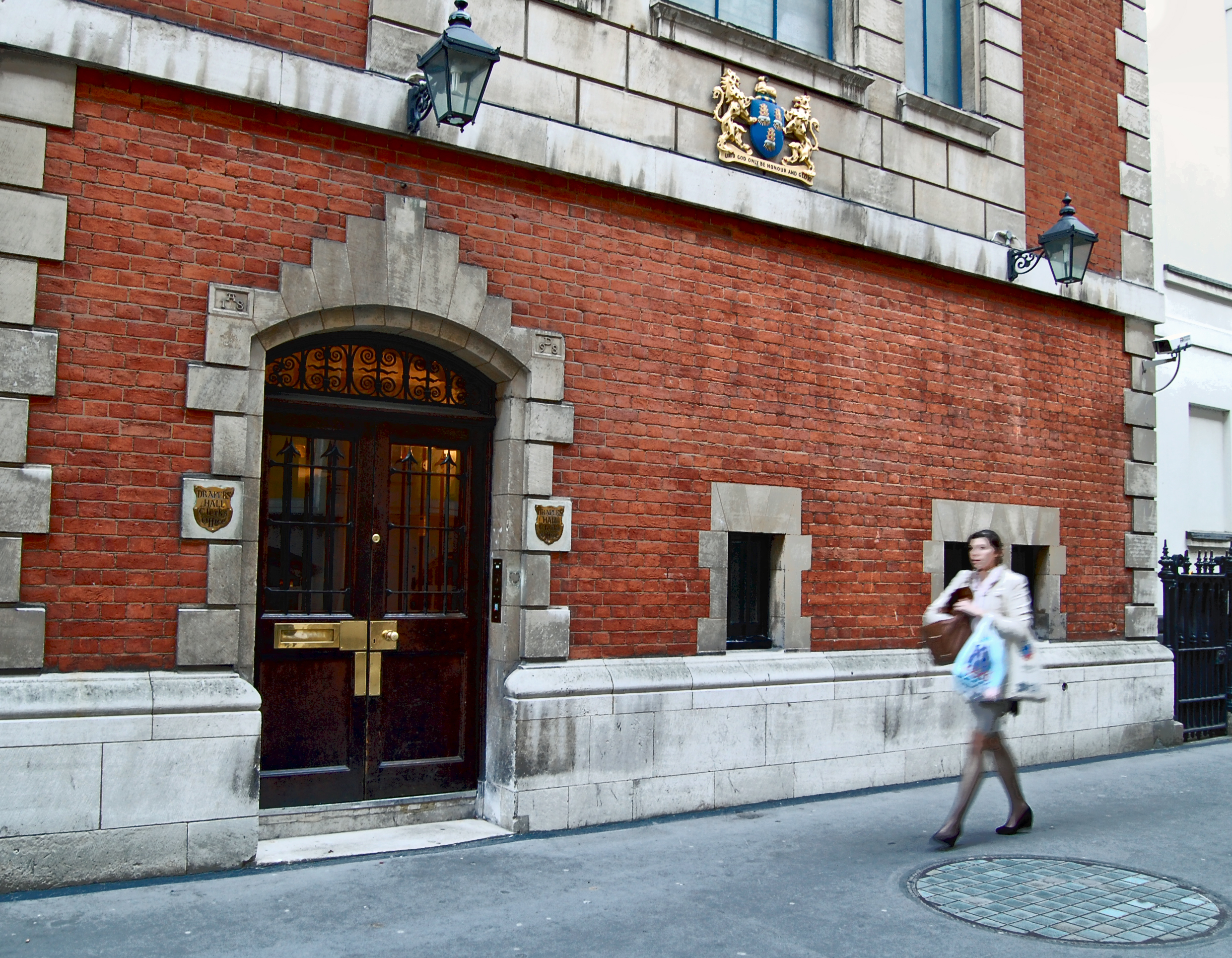
Londyn

- w Halifax
- w Heptonstall
- w Londynie
- w Leeds

## Galeria

### Polska

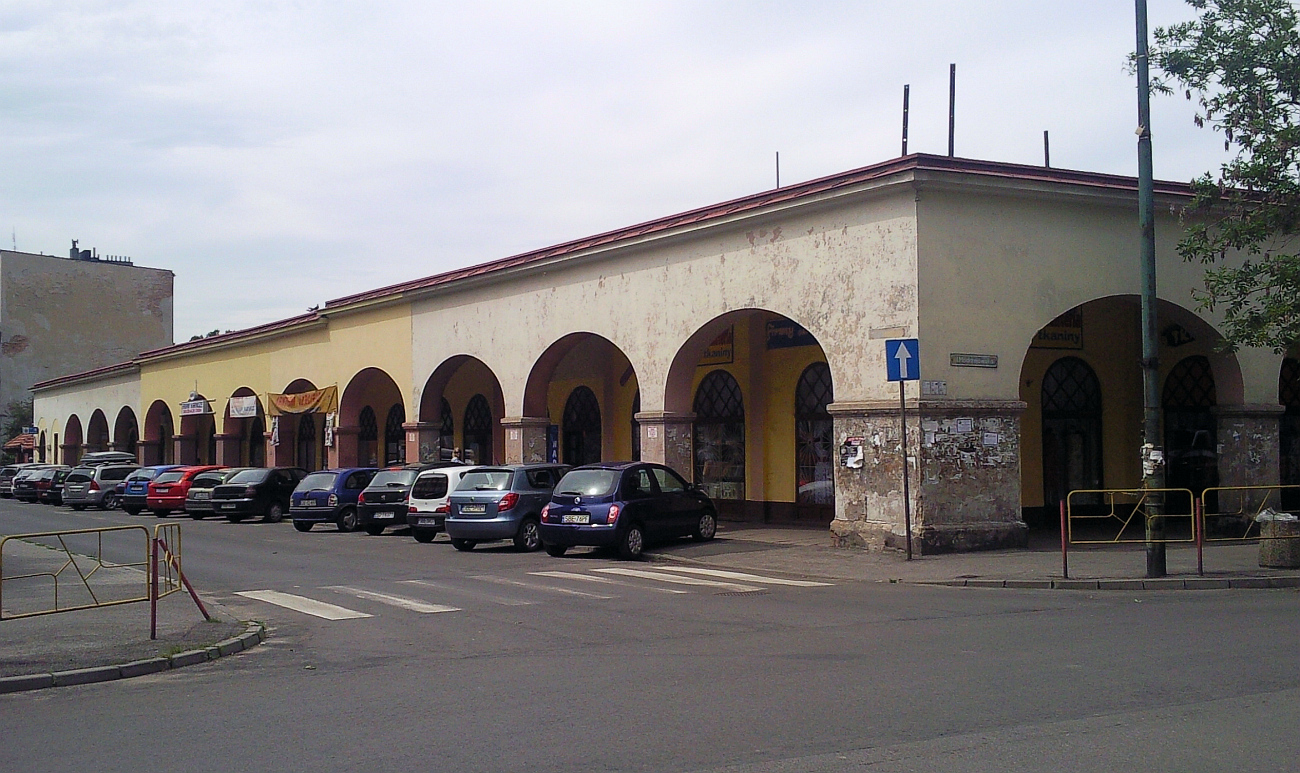
Będzin
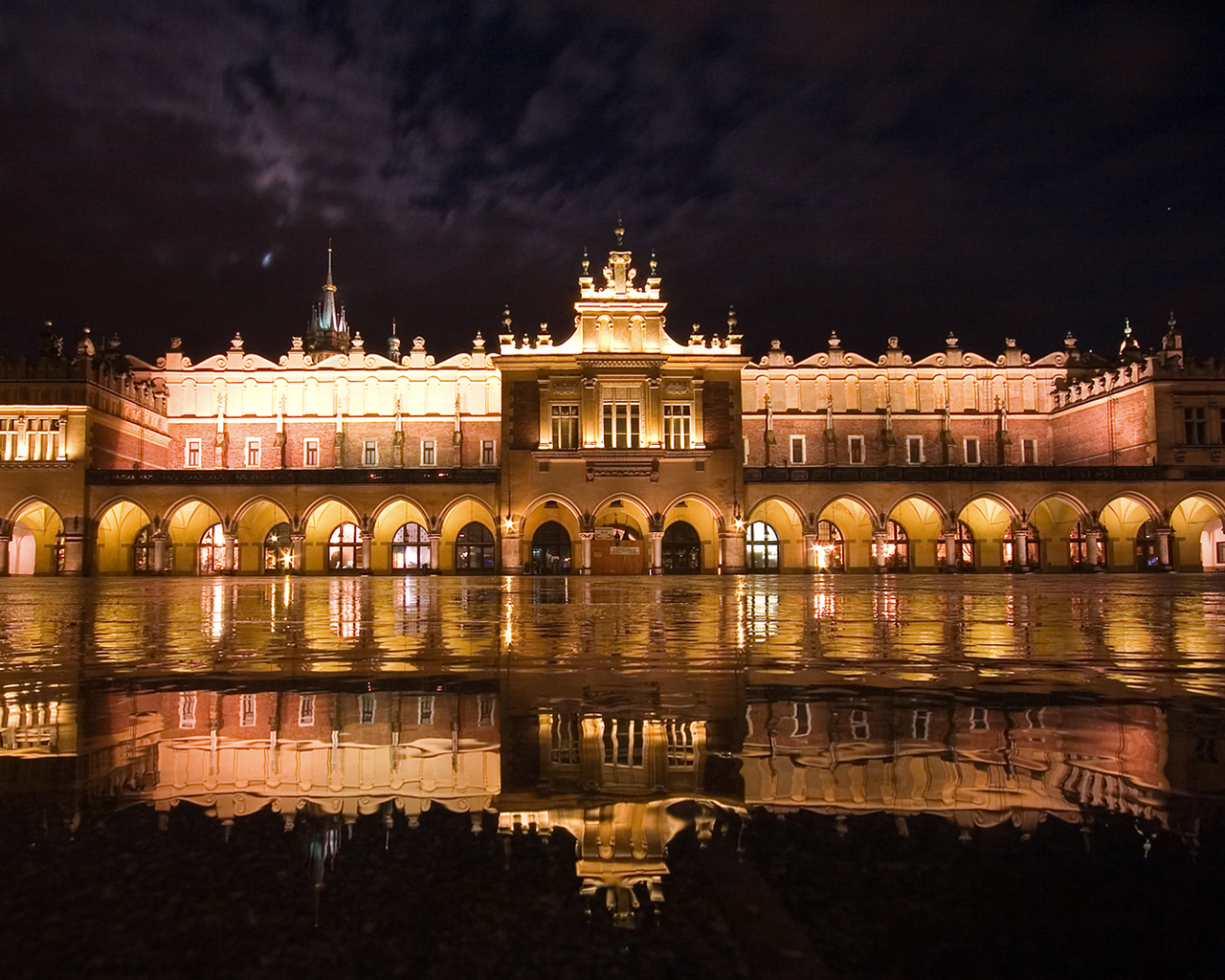
Kraków
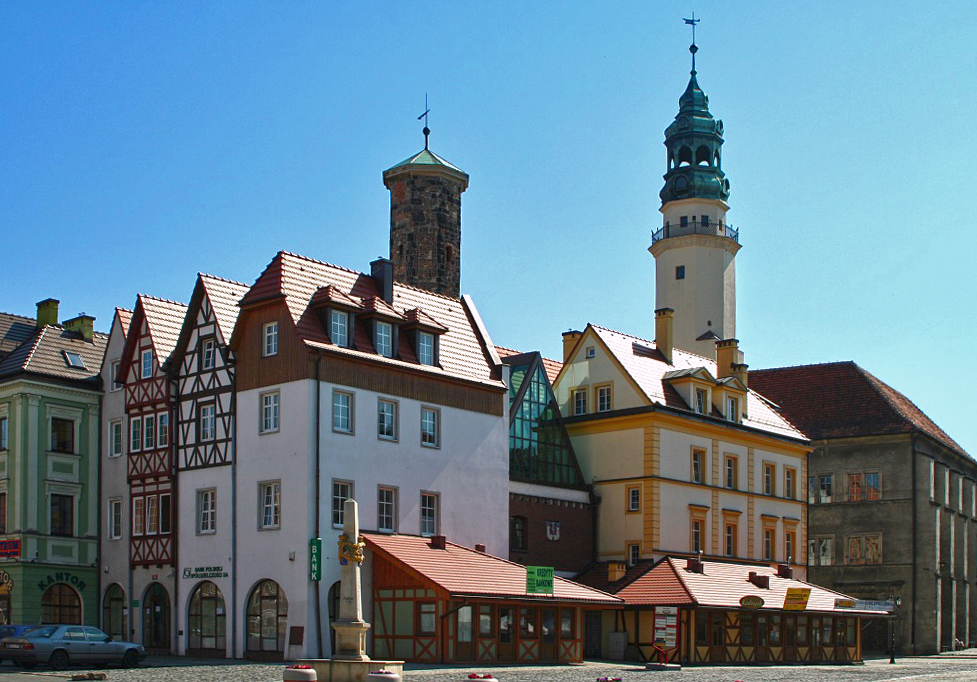
Lubań
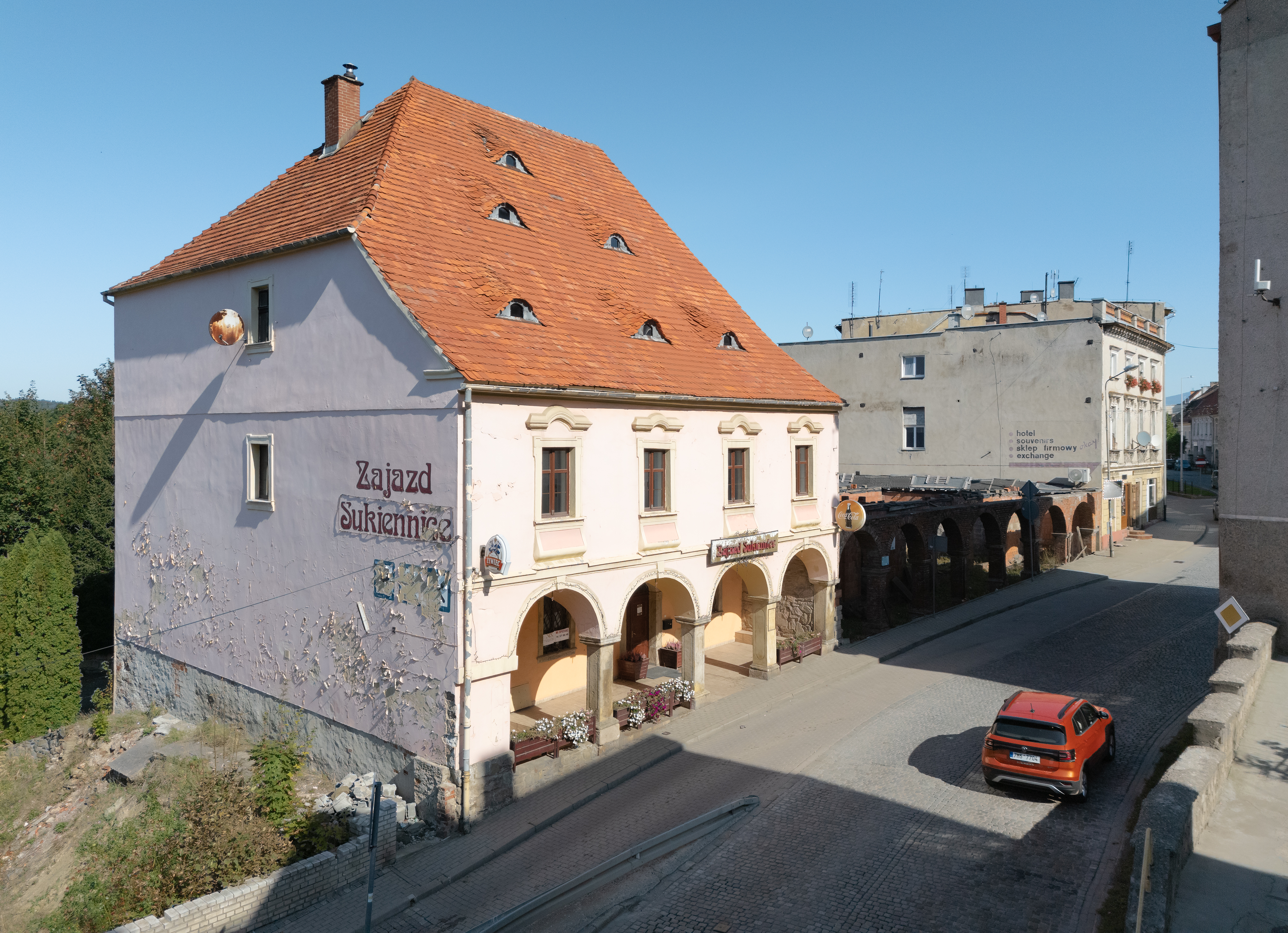
Międzylesie
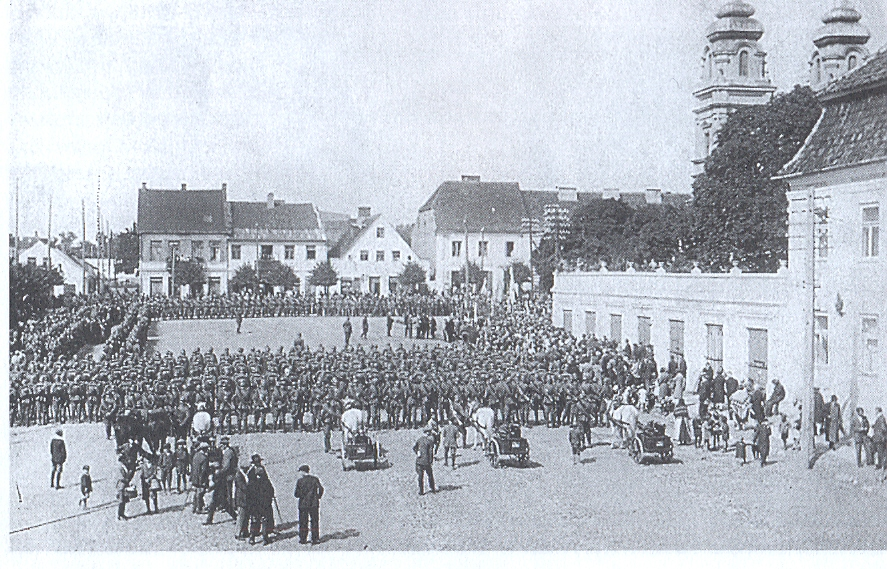
Mława
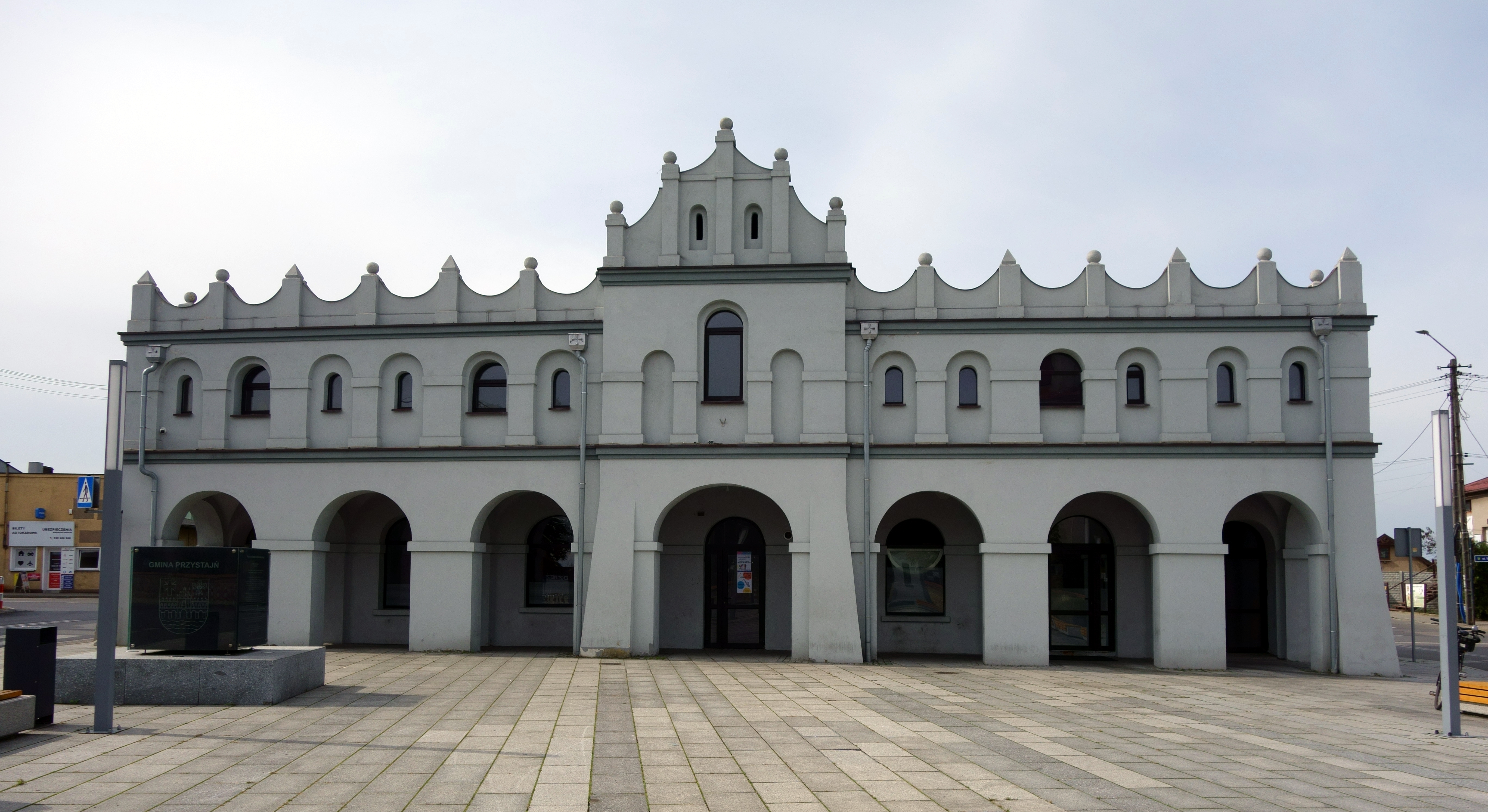
Przystajń
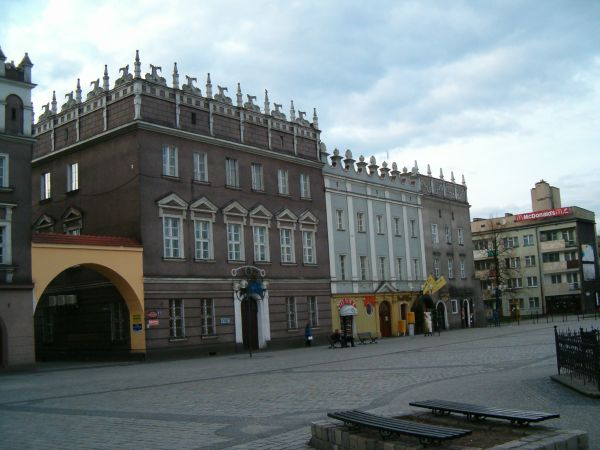
Racibórz
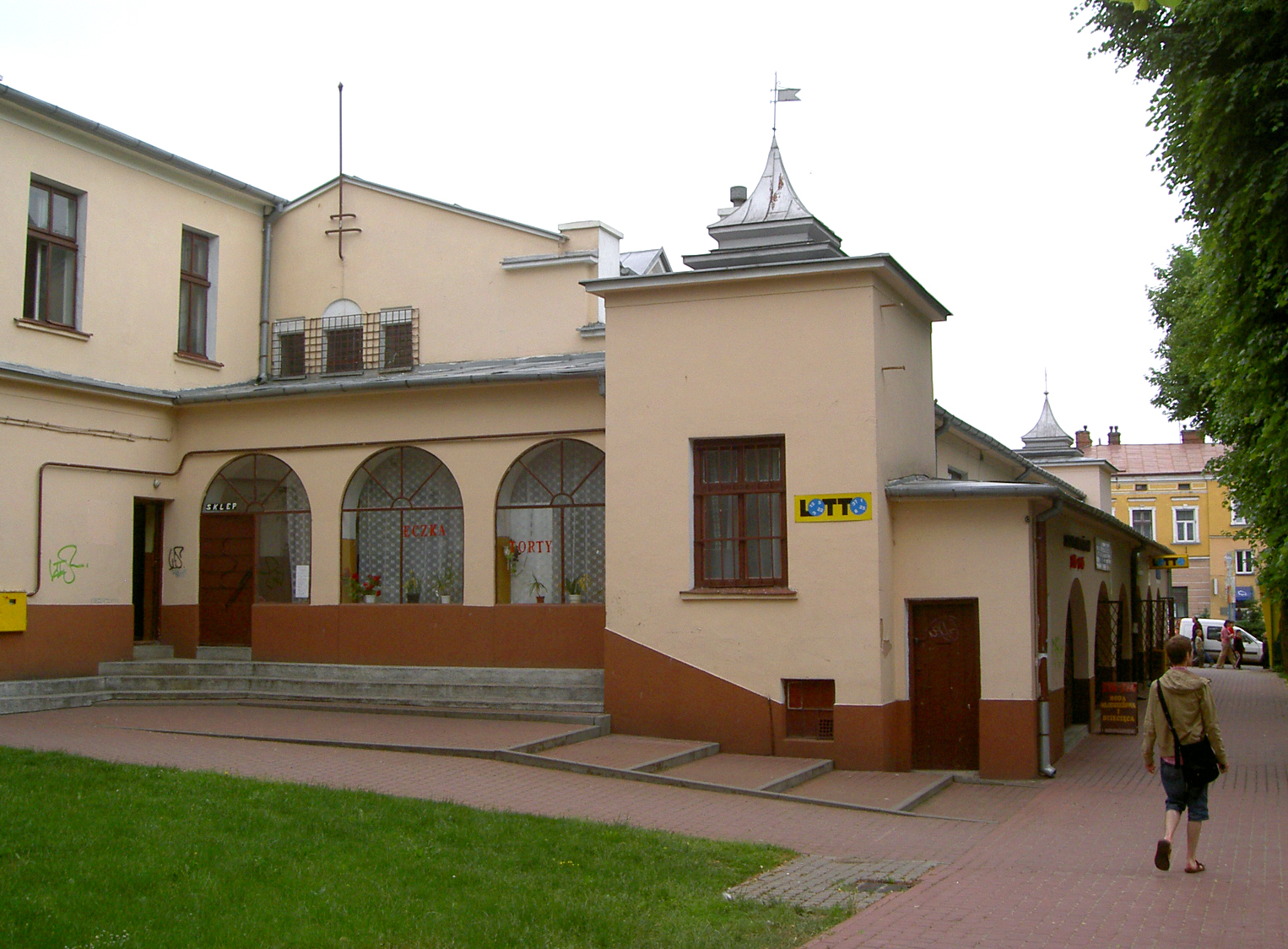
Radymno
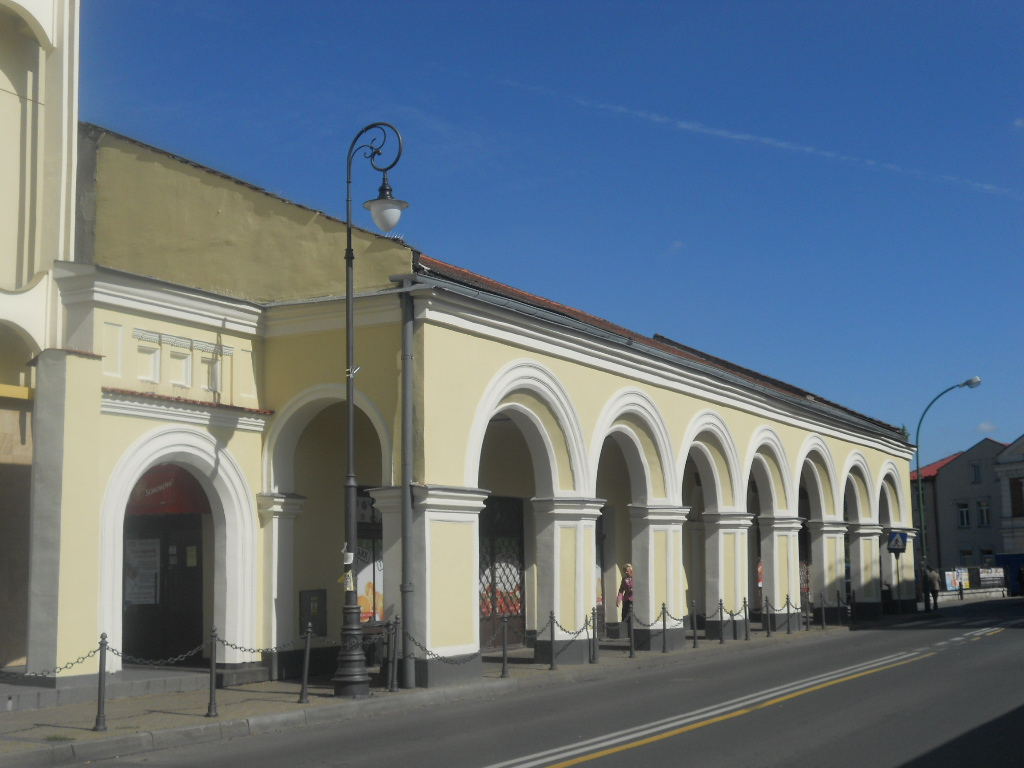
Wieliczka
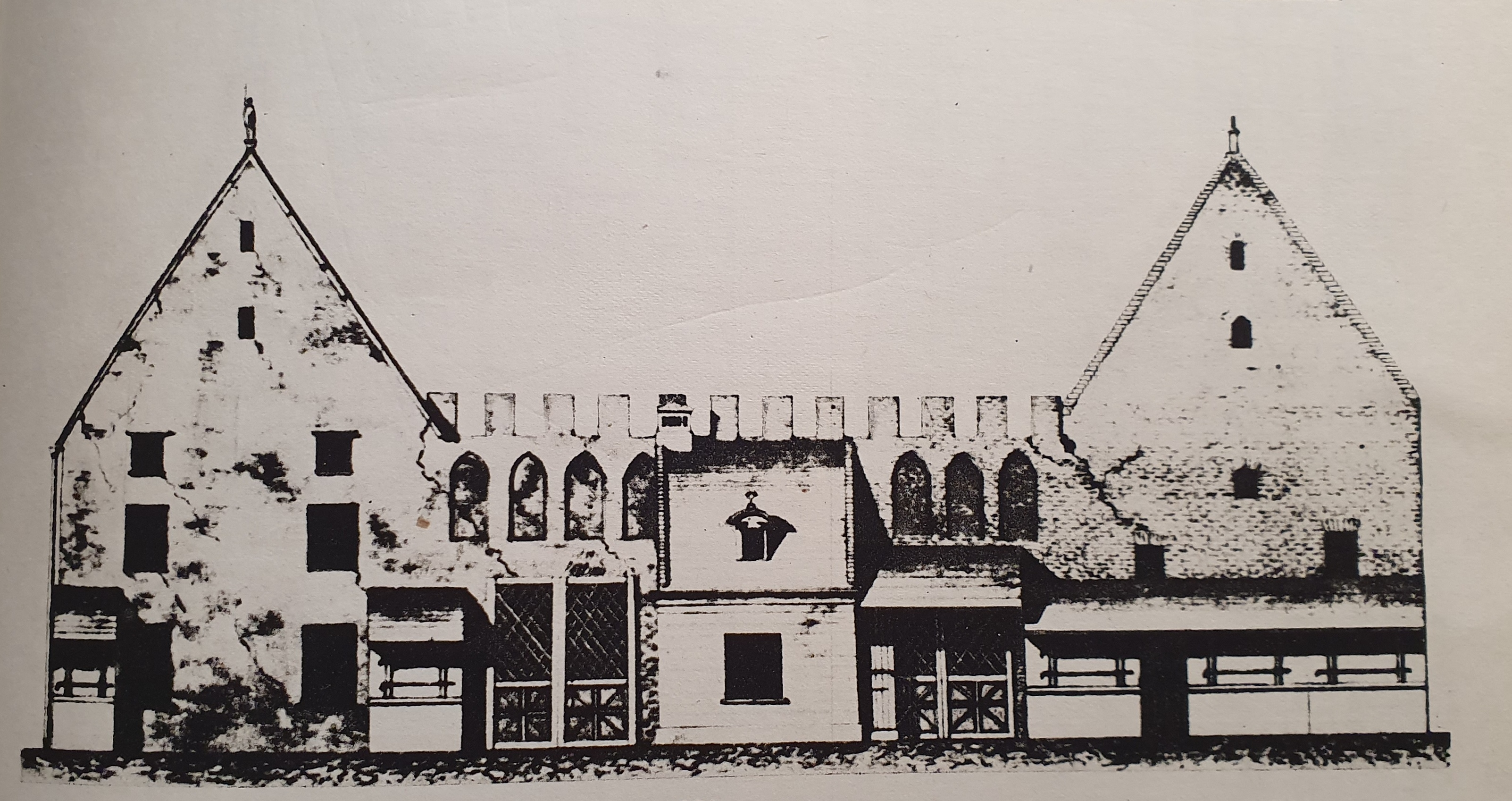
Wrocław
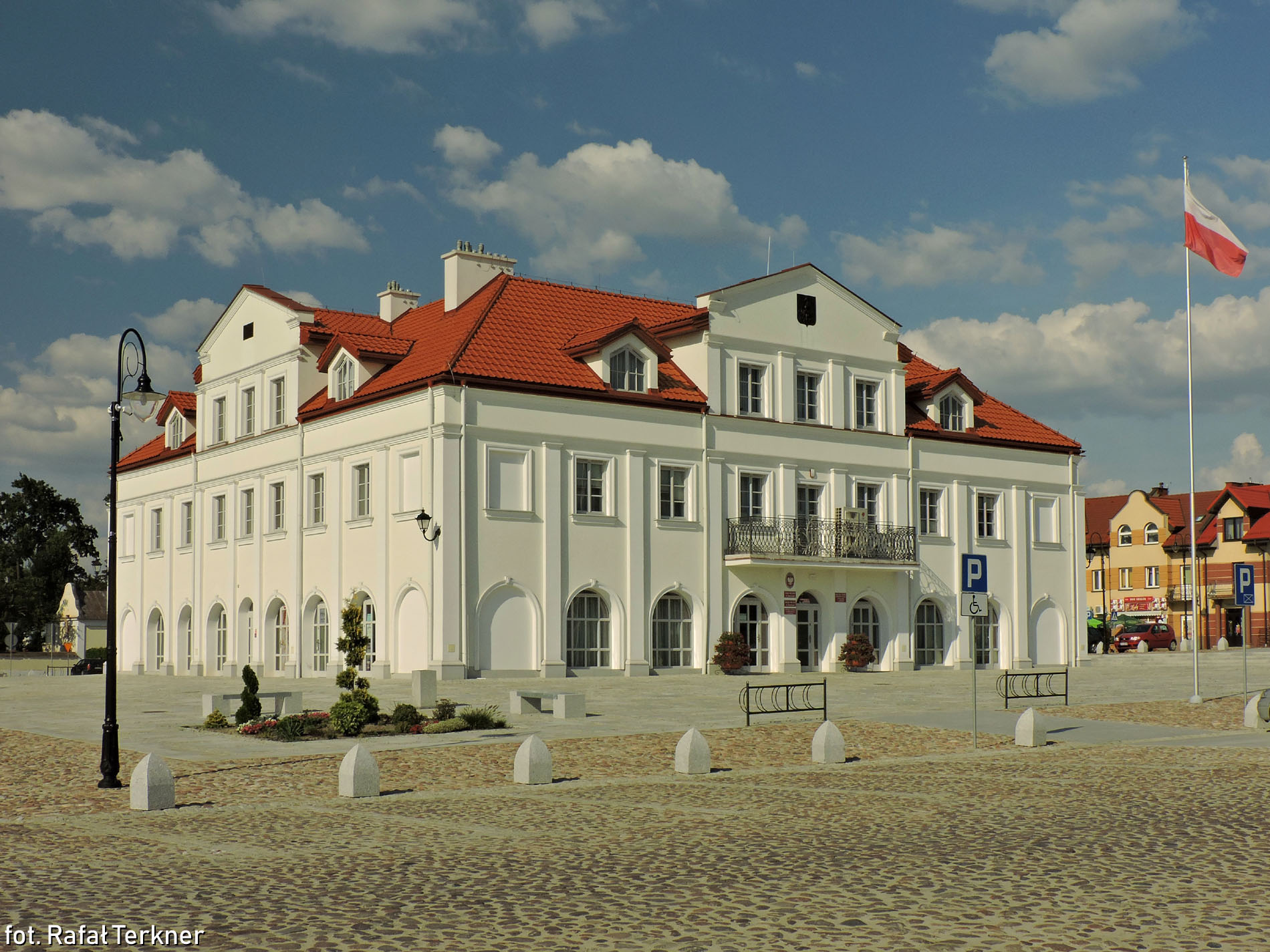
Żelechów

### Belgia
- Antoing
- Brugia
- Dendermonde
- Diest
- Gandawa
- Hasselt
- Herentals
- Leuven
- Lier
- Mechelen
- Middelburg
- Oudenaarde
- Soignies
- Tielt
- Tournai
- Ieper
- Zoutleeuw

### Białoruś
- Mińsk
- Nieśwież
- Nowogródek
- Postawy
- Prużana

### Holandia
- Lejda

### Irlandia
- Belfast
- Castlebar

### Niemcy

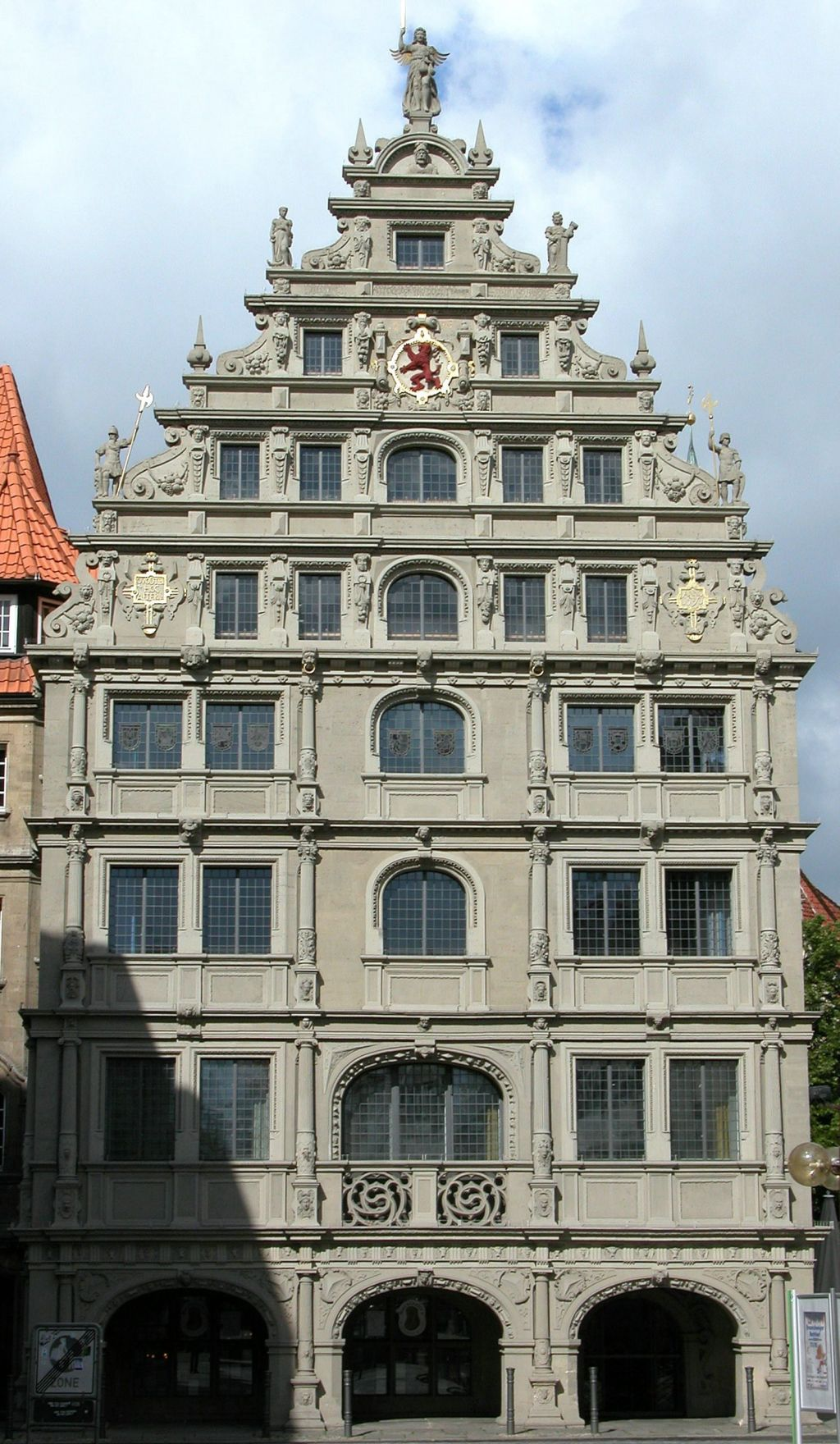
Brunszwik
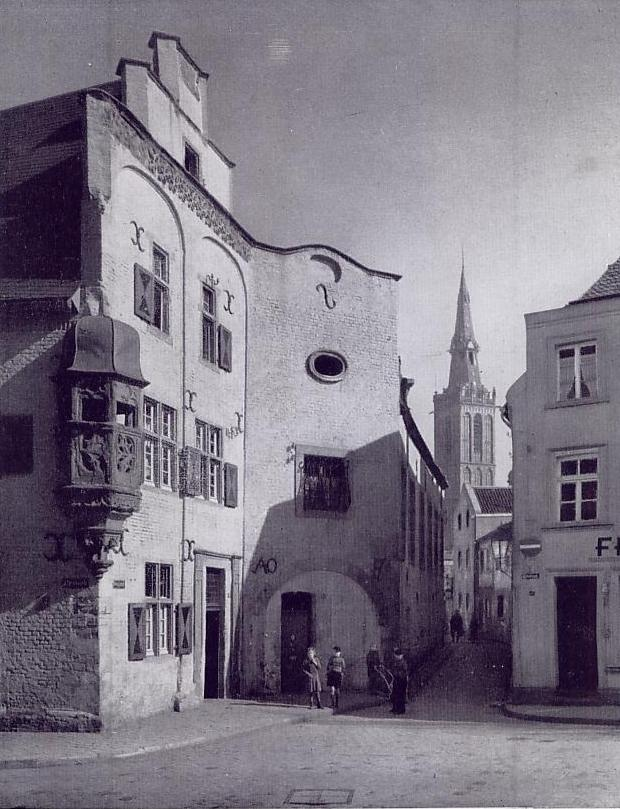
Düren
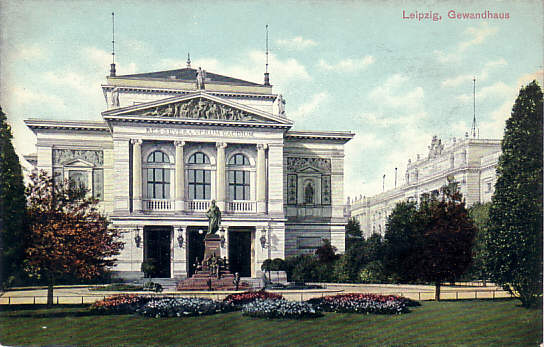
Lipsk
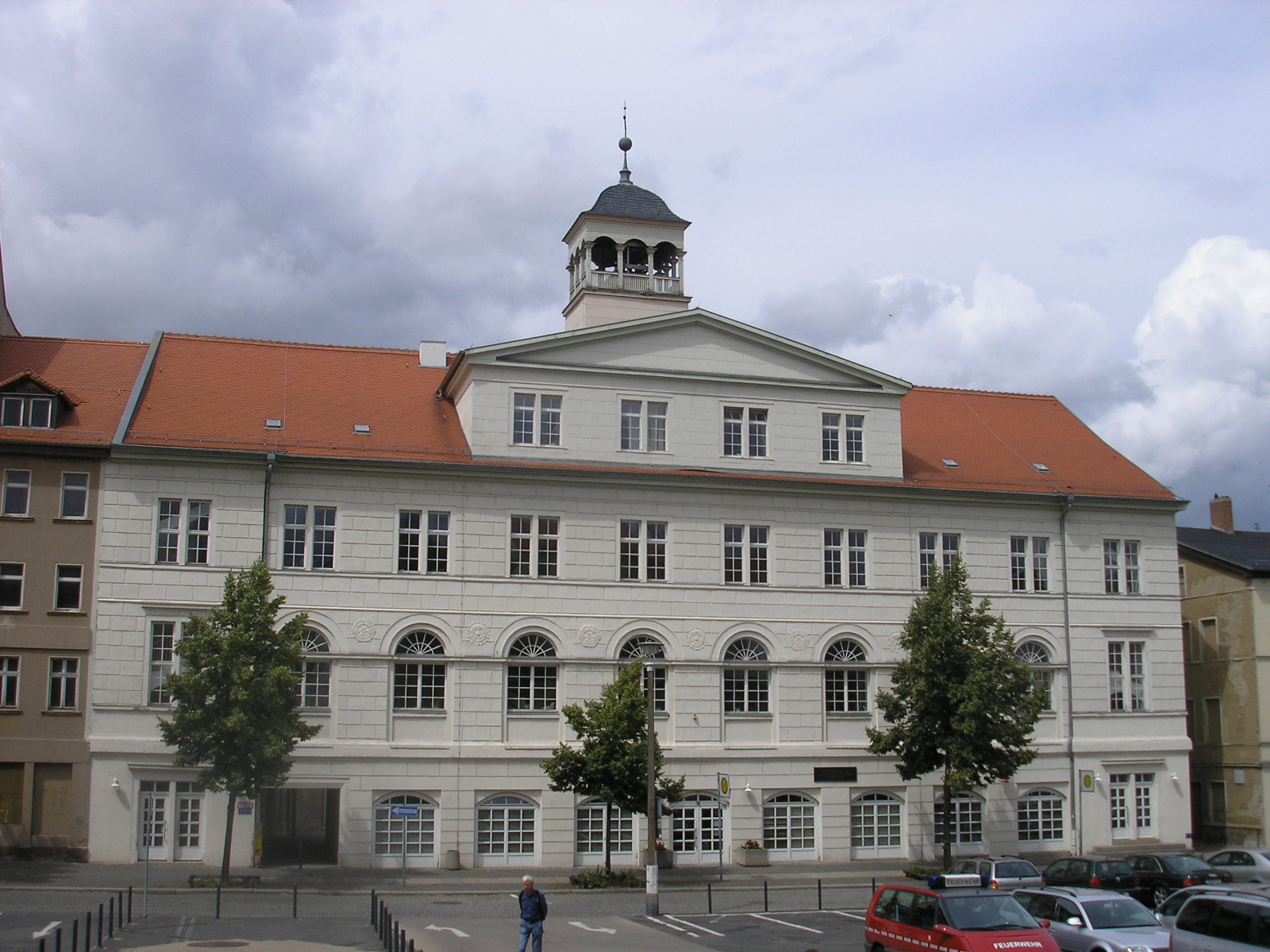
Zeitz
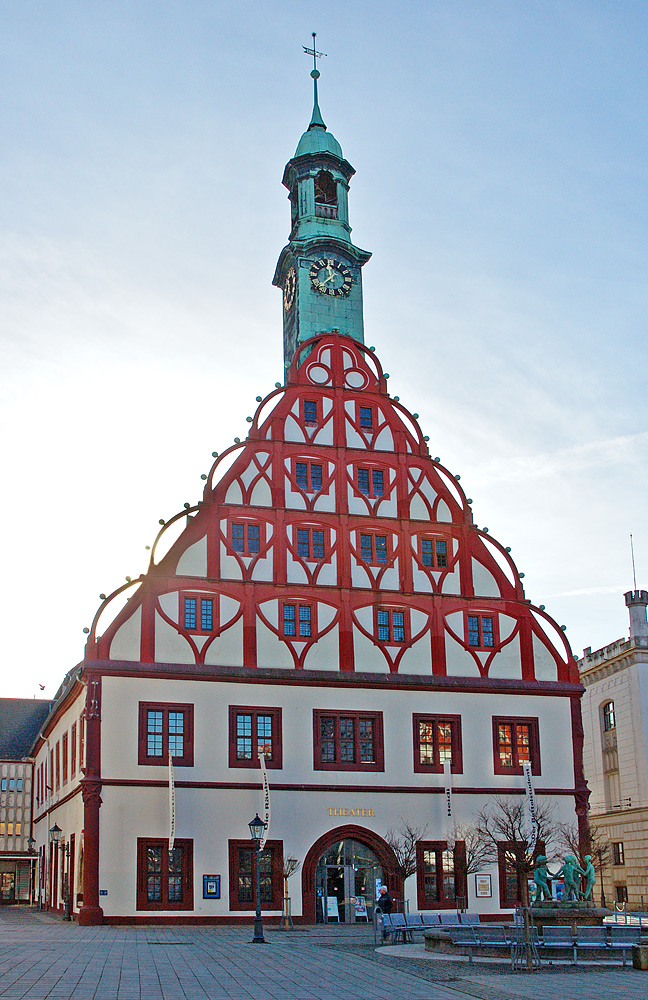
Sukiennice w Zwickau, obecnie teatr

### Rosja

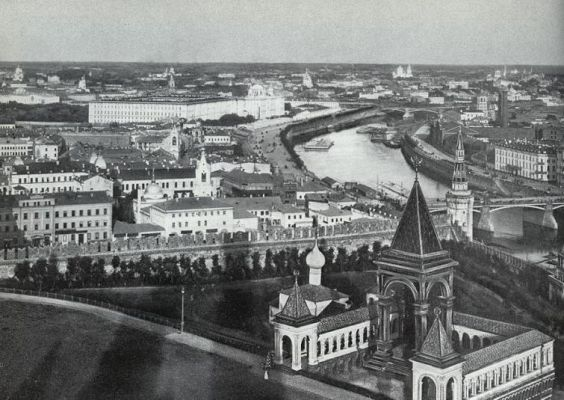
Zariadje (za sukiennicami)

### Ukraina
- Zasław

### Wielka Brytania
- Halifax
- Heptonstall
- Londyn